# Histoire de la Namibie

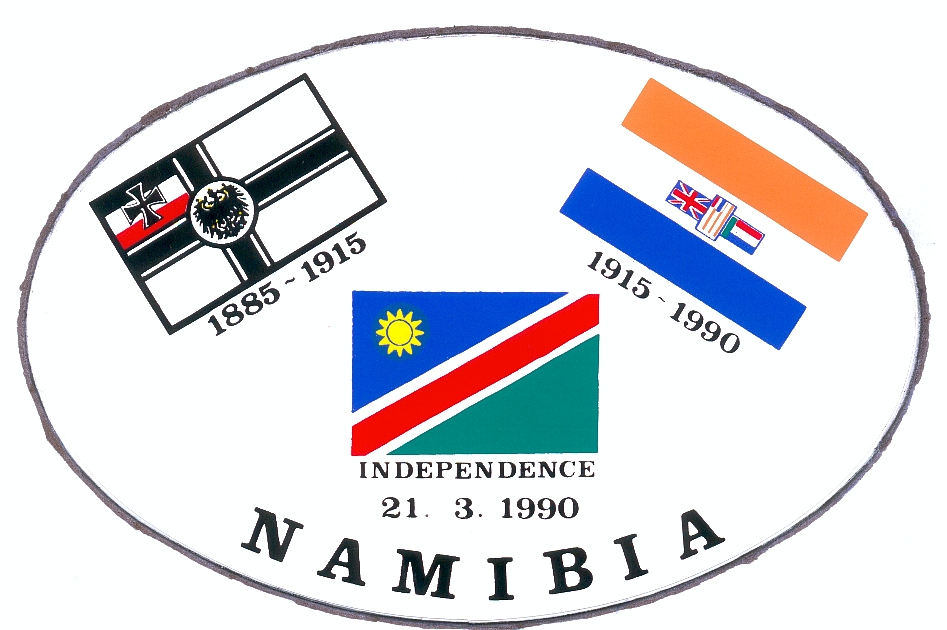
Drapeaux du Sud-Ouest africain allemand / Sud-Ouest africain / Namibie.

L’histoire de la Namibie se divise en plusieurs époques très distinctes. La Namibie est le troisième pays le plus jeune d'Afrique après l'indépendance de l'Érythrée en 1993 et du Soudan du Sud en 2011, la Namibie est indépendante depuis 1990.
Autrefois « terre sans nom », baptisée Deutsch-Südwestafrika à partir de la colonisation allemande en 1884, ce territoire a été administré par le dominion de l'Union d'Afrique du Sud de 1915 à 1961, puis fut placé sous la tutelle de la république d'Afrique du Sud jusqu'en 1990.

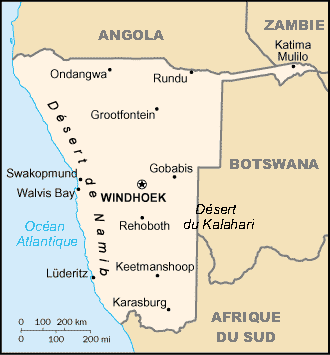
Namibie actuelle.
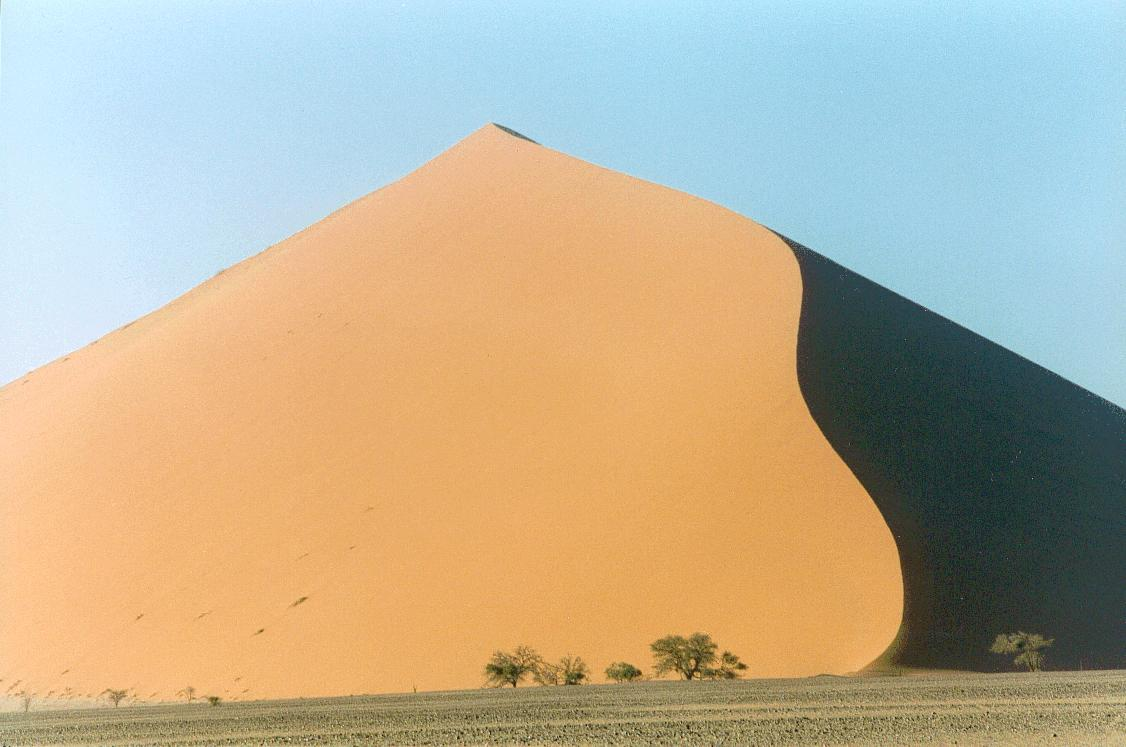
Le désert du Namib a donné son nom au pays.
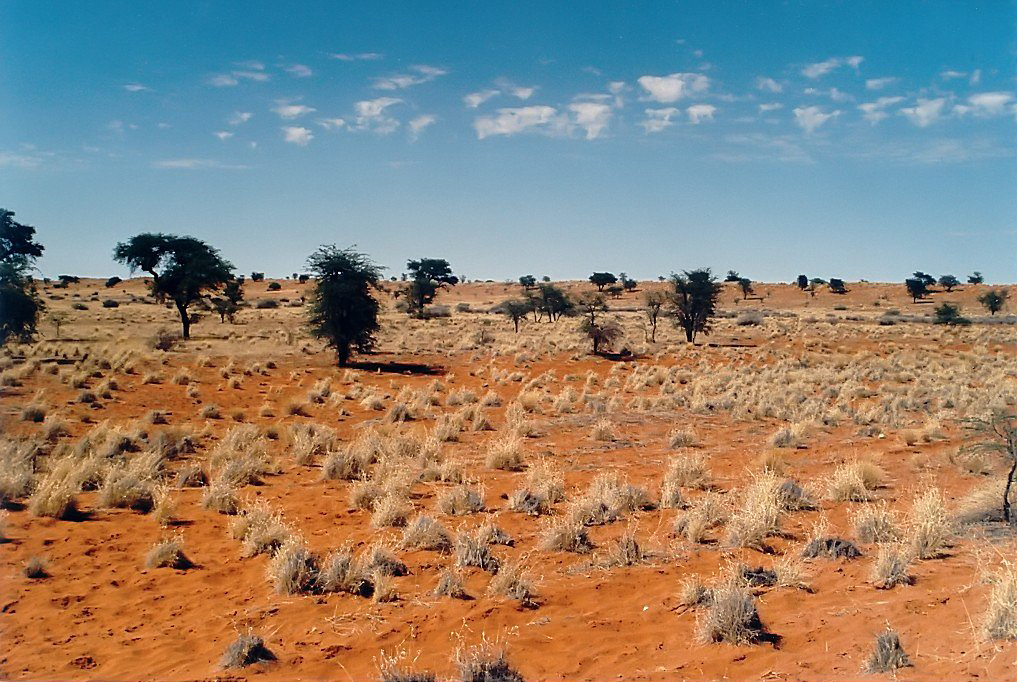
Le désert du Kalahari, l'autre désert de la Namibie.
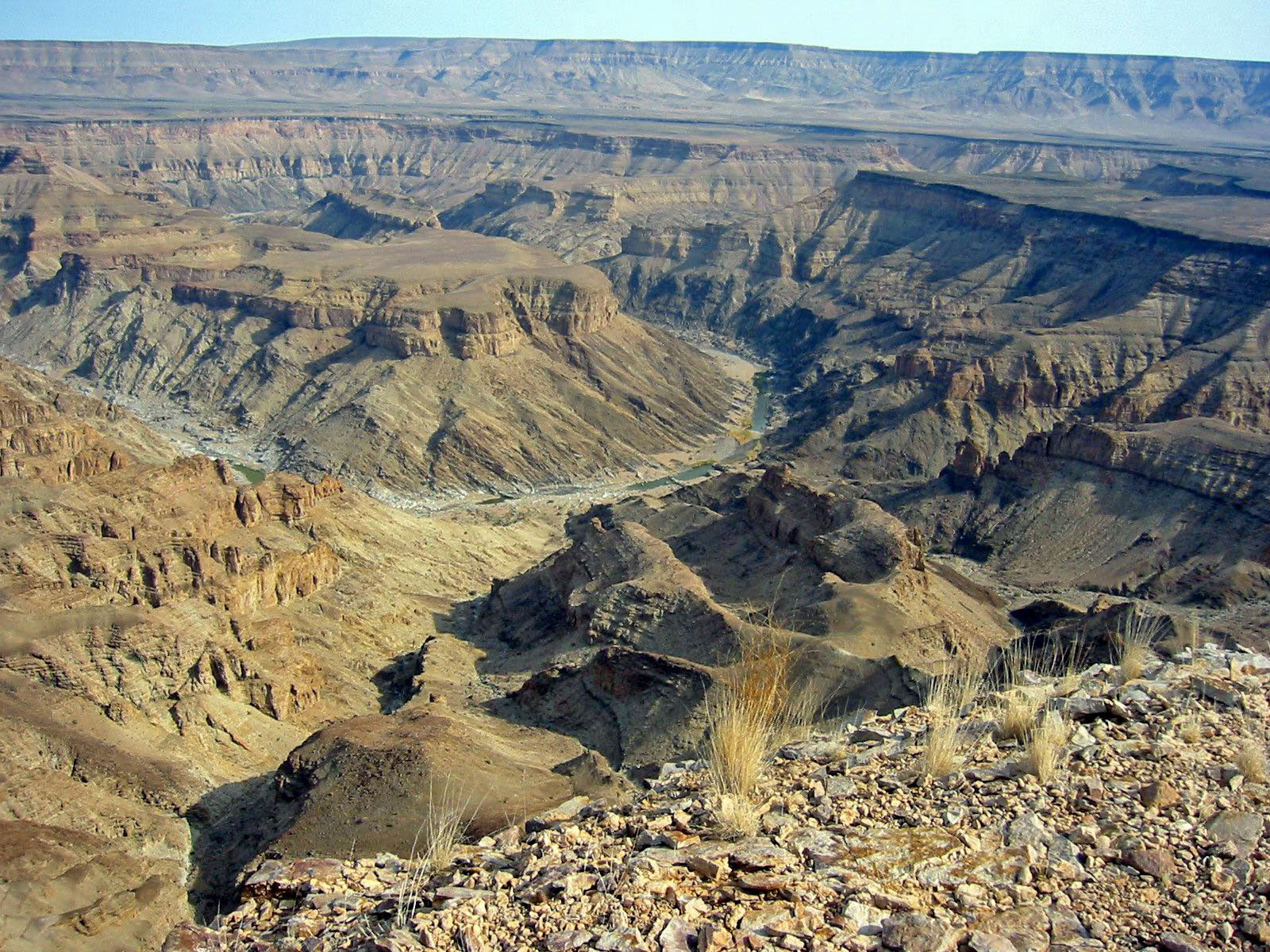
Canyon de la rivière Fish.

## De la préhistoire auXIXesiècle

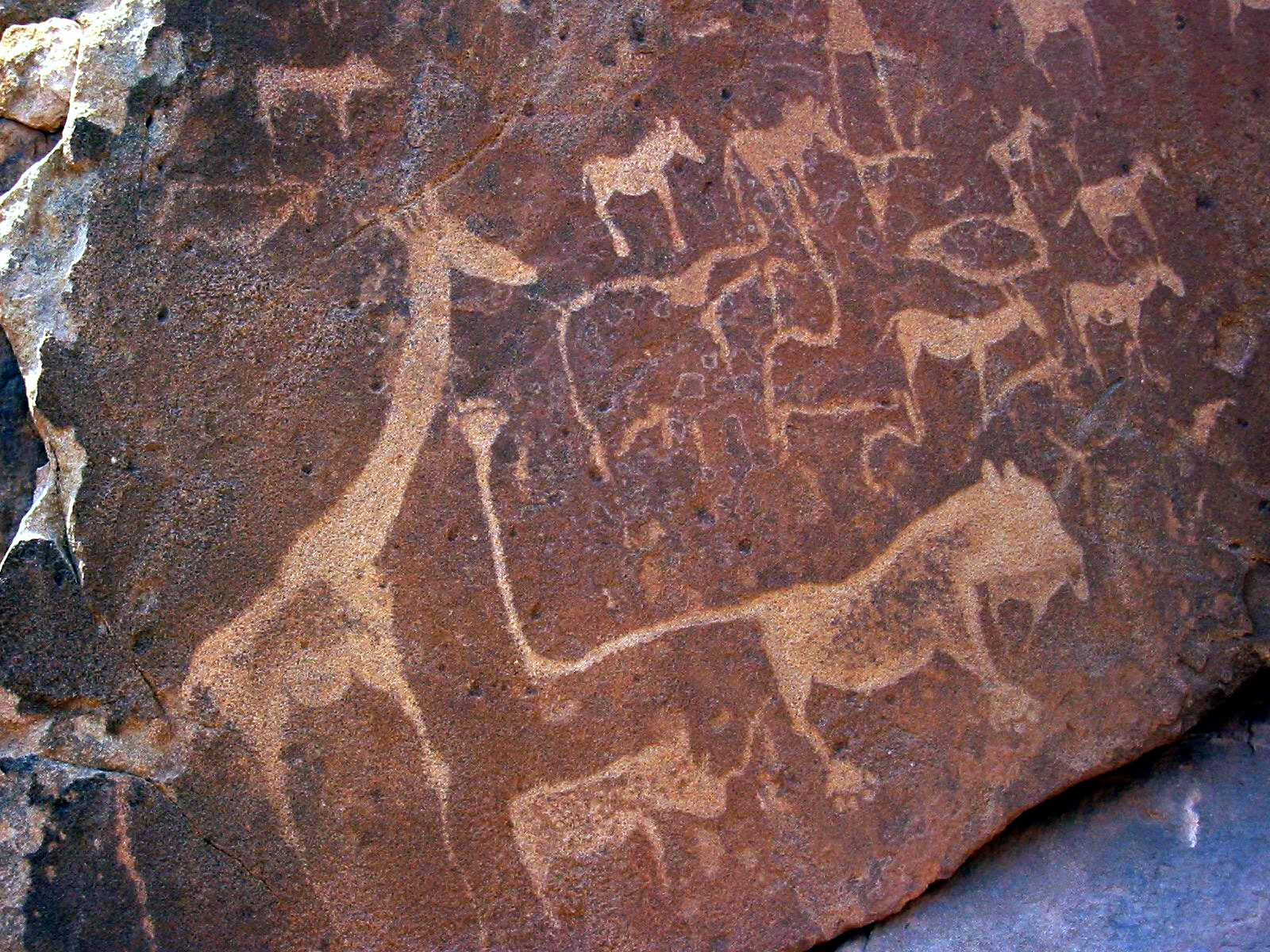
Peintures rupestres San de Twyfelfontein.

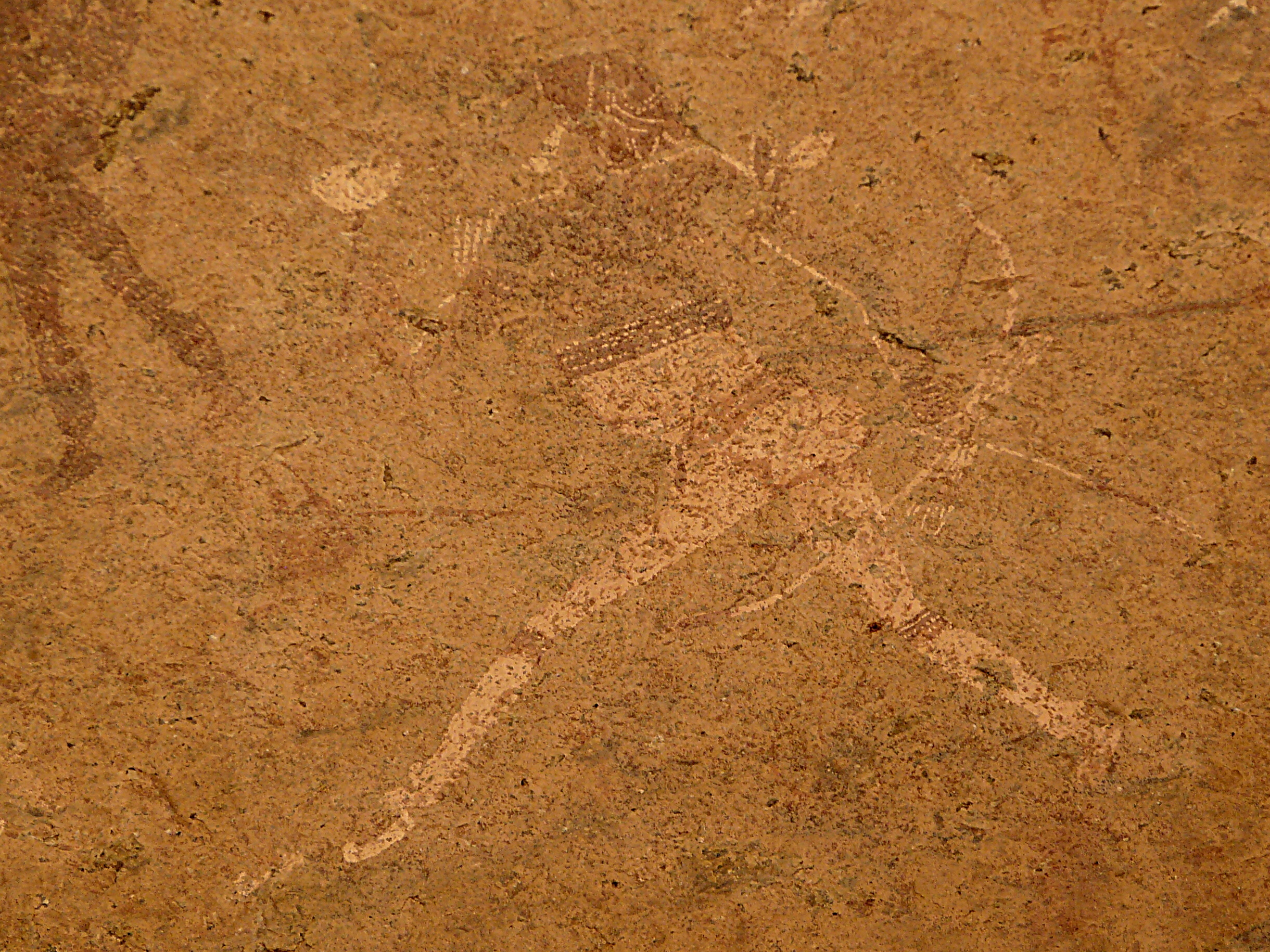
Dame blanche

### Premiers habitants
Il y a peu de traces des premiers habitants de Namibie. La découverte en 1991 dans les monts Otavi de la mâchoire d'un grand singe du miocène moyen, l'Otavipithecus (qui n'est pas un hominidé au sens strict), de fragments d'os crânien, de vertèbres, d'outils et d'armes de l'âge de la pierre  atteste d'une présence ancienne humaine et pré-humaine dans cette région d'Afrique australe.
C'est dans cette actuelle Namibie que l'on trouve également les traces les plus anciennes d'art rupestre du continent africain. Datant de 26 000 ans av. J.-C., elles sont attribuées à des populations nomades dont les Bochimans ou San) seraient les descendants directs. De ce fait, les bushmen/bochimans sont considérés comme les plus anciens habitants de l'Afrique du Sud-Ouest bien que d'autres découvertes d'art pariétal attestent de la présence de populations antérieures non encore déterminées. On dénombrait environ 20 311 bushmen en 1955 sur le territoire namibien et un peu plus de 30 000 individus à la fin du XXe siècle (2 % de la population).

### Immigrations khoisans (IXe) et bantoues (XVIe) (900c-1500c)
Les immigrations successives en provenance d'Afrique centrale peuplent très progressivement le territoire.
Au début du IXe siècle, le territoire est également peuplé de Namas (5 % de la population à la fin du XXe siècle), arrivés par l'est 1 500 ans plus tôt, et de Damaras (8,2 % de la population namibienne à la fin du XXe siècle), originaires du Soudan actuel.
Bien que plus grands et plus foncés de peau, les Namas sont des Khoïsan partageant avec les Bushmen 33 % de leur vocabulaire. Installés à la hauteur de la rivière Swakop et dans la région du grand Namaqualand, c'est un peuple d'éleveurs, divisé en clans, qui se désigne comme le peuple des vrais hommes (Khoe-Khoe) et connu également sous le terme de « Khoïkhoïs ou Hottentot ». On sait peu de choses des contacts qu'ils entretenaient avec leurs voisins avant le XVIIIe siècle.
Les Damaras (également appelés Berg Damara) sont pour leur part un peuple de chasseurs-cueilleurs, aux origines encore peu connues, vivant dans les montagnes peu hospitalières du nord-ouest. Réduits un temps en esclavage par les Namas, ils seront par la suite asservis par les Héréros. [réf. souhaitée] Plus grands et plus foncés, les Damaras sont assimilés aux peuples khoïsans bien que descendant d'un peuple bantou ou pré-bantou, arrivé dans le nord de l'actuel Namibie, avant même que les Namas aient atteint les rivages de la Swakop.
Vers 1550, originaires de la région des grands lacs ou de l'Afrique orientale, les peuples bantous (Ovambos, Kavangos et Héréros) arrivent dans le nord de l'actuelle Namibie . Ils vont constituer la majorité du peuple namibien (75 % de la population namibienne à la fin du XXe siècle). Lors de leurs installations, ces premiers groupes bantous se confrontent aux Sans qui parviennent à les soumettre à leur autorité durant à peu près une centaine d'années. [réf. souhaitée] Le nombre sans cesse croissant de Bantous met cependant un terme à la domination des San qui sont progressivement défaits, dispersés ou asservis. De ces groupes bantous, les Ovambos deviendront la population la plus importante, constituant même la moitié de la population namibienne à la fin du XXe siècle. Établis principalement dans le Nord, les Ovambos se consacrent principalement à l'agriculture. Arrivés par le nord-est, ils auraient séjourné autour de l'Okavango avant d'être chassés par les pressions exercées notamment par le Royaume Lunda du Katanga et de se disperser entre les actuels territoires namibiens et angolais. Dans le courant du XVIIIe siècle, les tribus ovambos se constituent en royaume. Les guerres deviendront incessantes entre les royaumes tribaux que ce soit pour des raisons économiques ou dynastiques. Les vaincus sont parfois réduits en esclavage, alimentant le large trafic qui sévit jusqu'au XIXe siècle dans cette région de l'Afrique.
Les Héréros (ce qui signifie « résolus » ou « impétueux ») se consacrent pour leur part à l'élevage. Originaires également de la région des grands lacs, leurs caractéristiques ethniques, culturelles et sociales évoquent celles des nomades de la Corne de l'Afrique. Convertis au matriarcat après leur installation dans le sud-ouest de l'Afrique australe, ils seraient arrivés en remontant le fleuve Zambèze dans les plaines du nord du lac salé d'Etosha, en même temps que les Ovambos, avant de s'établir parmi les Tswanas puis de s'éparpiller jusque dans l'actuelle Angola. Refoulés par les Ovambos, ils s'installent finalement dans les régions montagneuses du Kaokoveld.
D'autres minorités bantoues s'installent progressivement dans l'actuelle Namibie, notamment après avoir longé l'Okavango tels les Kavangos (9,7 % de la population à la fin du XXe siècle) ou les Tswanas.

### Premiers explorateurs européens (1486-1800c)
En 1486, le navigateur portugais Diego Cão débarque près de l'actuel Henties Bays (à Cape Cross) où il fait dresser une croix haute de deux mètres. Après avoir atteint la baie des baleines (Walvis Bay), Bartolomeu Dias mouille son navire à Angra Pequena (Dias Point) le 25 décembre 1487 avant de poursuivre en 1488 vers le cap de Bonne-Espérance. Néanmoins, l'inhospitalier désert du Namib et le désert du Kalahari constituent une formidable barrière au peuplement du territoire et à l'exploration européenne en provenance des mers. En 1589, Andrew Battels, un déserteur anglais recruté comme soldat en Angola, est le premier blanc à voir l'intérieur du territoire de l'actuelle Namibie où il erre pendant six mois parmi les Ovambos dans le futur Ovamboland (au nord) qu'il fut le premier à décrire par écrit. [réf. souhaitée]
Le territoire commence à être exploré par les Européens au XVIIIe siècle.

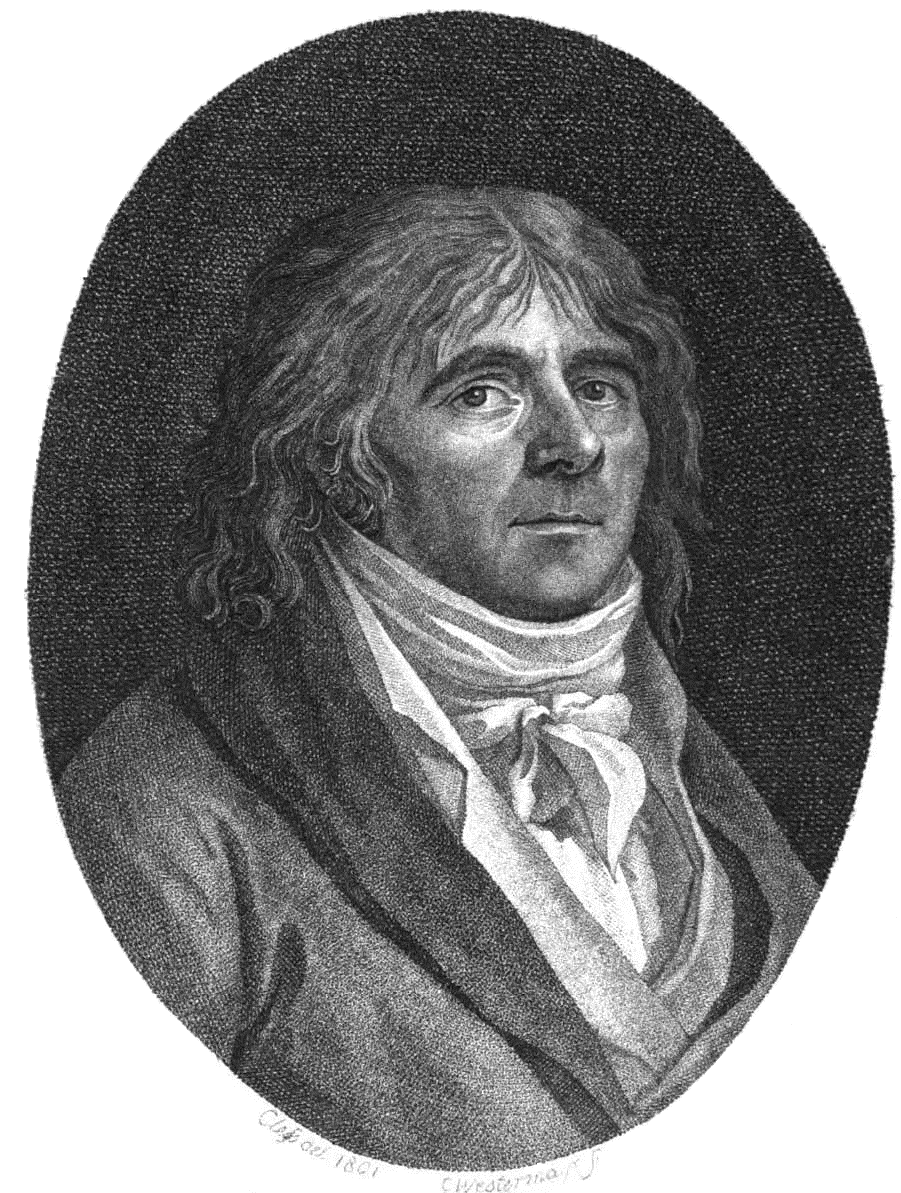
L'explorateur François Levaillant.

En 1750, Jacobus Coetse, un chasseur d'éléphants du Cap, est le premier Africain d'origine européenne à traverser le fleuve Orange, ouvrant ainsi la voie aux chasseurs, aux explorateurs et aux missionnaires.
À partir des années 1760, des aventuriers et explorateurs comme les frères Van Reenen franchissent à leur tour le fleuve Orange. Le Français François Levaillant (1753-1824) effectue plusieurs expéditions mais personne ne songe à s'installer durablement dans la région.
Les premiers contacts commerciaux ont lieu avec les peuples nomades namas. Le négoce devient assez important pour que Walvis Bay, Angra Pequena et l'île de Halifax soient revendiqués par le gouverneur de la colonie du Cap au nom de la couronne néerlandaise. En 1793, les Hollandais prennent possession de Walvis Bay (Walvisbaai en afrikaans). Deux ans plus tard, les Britanniques annexent le Cap, prennent possession de Walvis Bay et revendiquent le littoral de l'Afrique du Sud-Ouest, nom sous lequel la région commence à être désignée.

## Métis, missionnaires, pionniers (1800-1884)
À partir des années 1800, les Anglais de la London Mission Society, les missionnaires luthériens, les méthodistes allemands et finlandais commencent à explorer le Sud-Ouest africain et à construire écoles et missions. Le premier établissement est érigé à Warmbad en 1805. Dans leur sillage suivent les clans Oorlams, les marchands et les chasseurs. Tout au long du XIXe siècle, les tribus du nord (Ovambos, Kavangos, Capriviens) restent cependant relativement isolées et les contacts avec les autres tribus, les explorateurs et les missionnaires demeurent rares voire conflictuels.

### Domination des métis Oorlams (1824-)

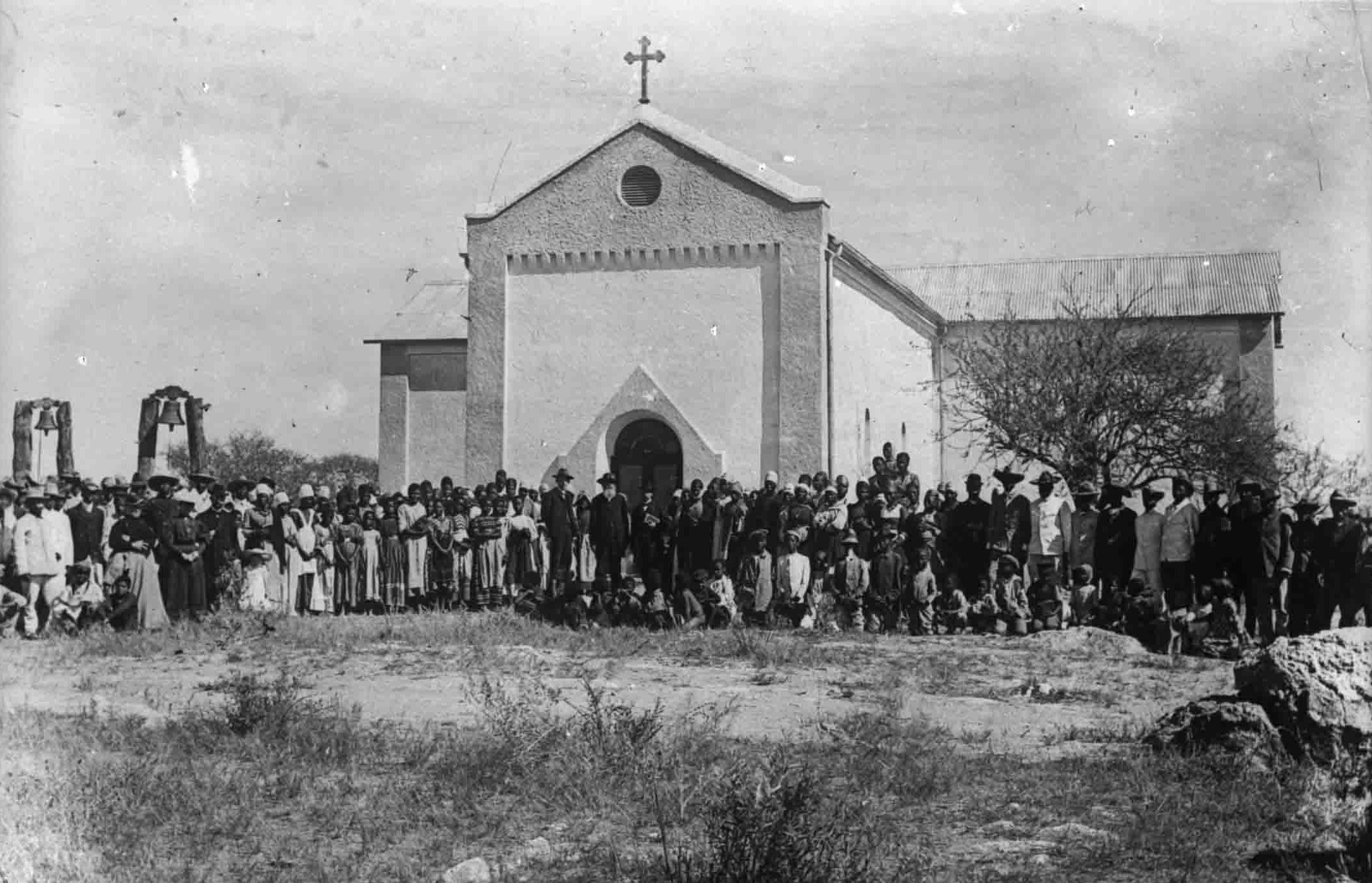
Église herero de Okahandja fondée en 1870 par les missionnaires allemands

À partir des années 1824, les Oorlams (« Hottentots coloniaux » ou petits Namas) — des métis de Namas et d'Afrikaners — qui fuyaient les lois discriminatoires de la colonie du Cap et l'expansionnisme des colons européens émigrent dans le centre de l'actuelle Namibie et se rendent maîtres de la région située entre le fleuve Orange et la Swakop, chassant les quelques missionnaires allemands de la région. Sous la conduite de Jonker Afrikaner, la tribu nama des Oorlam s'établit en 1840 au lieu appelé //Ai-//Gams/ par les Namas et Otjomuise par les Héréros. [réf. souhaitée] Le lieu est rebaptisé Winterhoek (« le coin de l'hiver »). Forts de leur organisation en commando militaire inspiré des Boers d'Afrique du Sud, ils n'ont guère de difficultés à s'imposer aux grands Namas, aux Héréros et aux Damaras (réduits en esclavage [Par qui ?] [réf. souhaitée]). En 1842, des missionnaires allemands, Hugo Hahn et Heinrich Kleinschmidt, s'établissent également à Winterhoek. Ces derniers forcent les Héréros à conclure une paix inégale avec les Oorlams. La pénétration des terres est ensuite facilitée avec la construction de la route de la baie en 1843 par Jonker Afrikaner entre Winterhoek et Walvis Bay. Il impose alors un monopole commercial aux marchands à travers de lucratifs courtages faisant des Oorlams des intermédiaires obligatoires avec les autres tribus.
En 1850, le conflit est de nouveau ouvert avec les Héréros qui sont réduits à l'état de vassaux. Ces derniers s'allient alors aux grands Namas. En 1858 pourtant, la suzeraineté de Jonker Afrikaner est réaffirmée par un traité. Dans les années qui suivent, les Oorlams poussent leurs expéditions jusqu'en territoire Ovambo au nord. Mais après la mort en 1861 de Jonker Afrikaner, la coalition des Héréros et des Namas, armée par des marchands suédois, finit par venir à bout des Oorlams, tuant Christiaan Afrikaner, le successeur de son père. C'est en 1870 que la paix est enfin signée entre les Héréros du chef Maharero et Jan Jonker Afrikaner, le fils cadet de Jonker, consacrant la suprématie des Héréros.
En 1872, les Basters de Rehoboth, descendants de colons néerlandais et de femmes africaines de la colonie du Cap, s'établissent à Rehoboth dans le centre du Sud-Ouest africain où ils fondent une petite république libre.

### Odyssée des Dorslandtrekkers (1870)

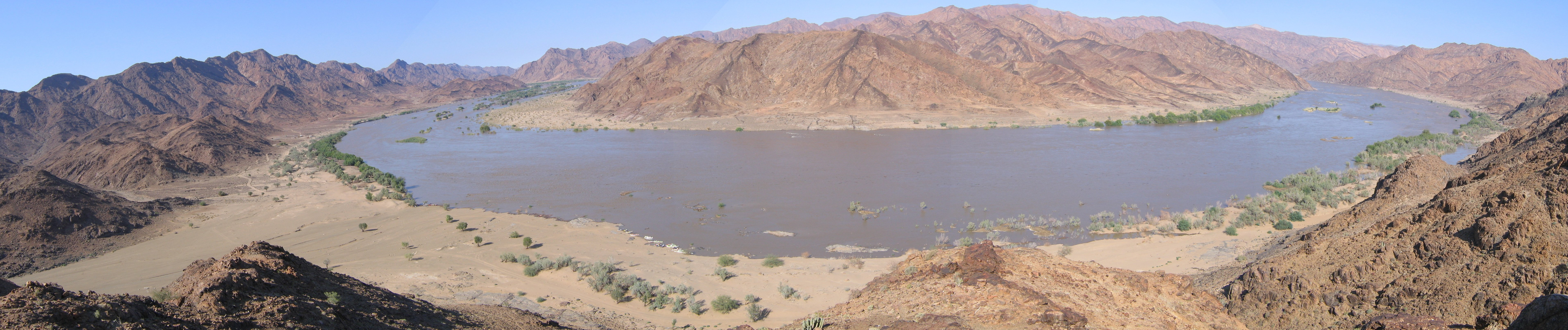
Le fleuve Orange.

En 1870, la population de descendance européenne au nord du fleuve Orange et au sud du fleuve Kunene comporte cent trente-sept hommes et une dizaine de femmes et enfants.
Entre 1874 et 1892, quatre convois en provenance de la république sud-africaine du Transvaal amènent des immigrants Boers en quête de terre promise. Ils sont appelés les Dorslandtrekkers (« ceux qui voyagent au pays de la soif ») après leur traversée du désert du Kalahari. Leur épopée les conduit en pays héréros, au pied des montagnes du Waterberg, puis au bord de l'Okavango.
Décimés par les fièvres et la soif, les premiers de ces pionniers se joignent à William Worthington Jordaan, chasseur d'éléphants et journaliste métis du Cap, qui conta leur épopée. Sous sa conduite, ces Boers longent le lac salé d'Etosha, contournent le pays Ovambo et atteignent l'Angola en 1880 où cinquante-cinq familles s'établissent dans la région fertile de Sa da Bandeira (ils obtinrent par la suite la nationalité portugaise). Si les Dorslandtrekkers ne jouent qu'un rôle mineur dans la colonisation du territoire, ils introduisent au nord du fleuve Swakop la langue afrikaans appelée à devenir la lingua franca de Namibie.
En 1878, le Royaume-Uni annexe Walvis Bay à la colonie du Cap. Walvis Bay est pourtant située en plein cœur du Namib mais c'est le seul site en eau profonde où un port peut être construit.
Mais alors que décline la puissance des Oorlams afrikaners, Hendrik Witbooi, le meneur hottentot des Oorlams Namas se lance à la conquête du nord et se retrouve en prise avec les Héréros. [réf. souhaitée] Il parvient à devenir le chef du peuple nama tout entier après la défaite de Jan Jonker en août 1880 et la destruction de Winterkoek (les Oorlams Afrikaners n'ont plus d'existence politique après la mort de Jan Jonker en 1889).

## Colonisation allemande (1884-1920)
La conquête allemande du territoire namibien à partir de 1885 a profondément marqué le futur État, dont l'allemand était encore une des langues officielles jusqu'en 1990. Marquée par le massacre des Héréros, mais aussi un relatif développement économique (dû notamment à l'exploitation des mines dont celles de diamants), la Namibie est devenu un protectorat sud-africain à la suite de la défaite allemande de 1918 à l'issue de la Première Guerre mondiale.

### Fondation de la colonie (1884-1889)

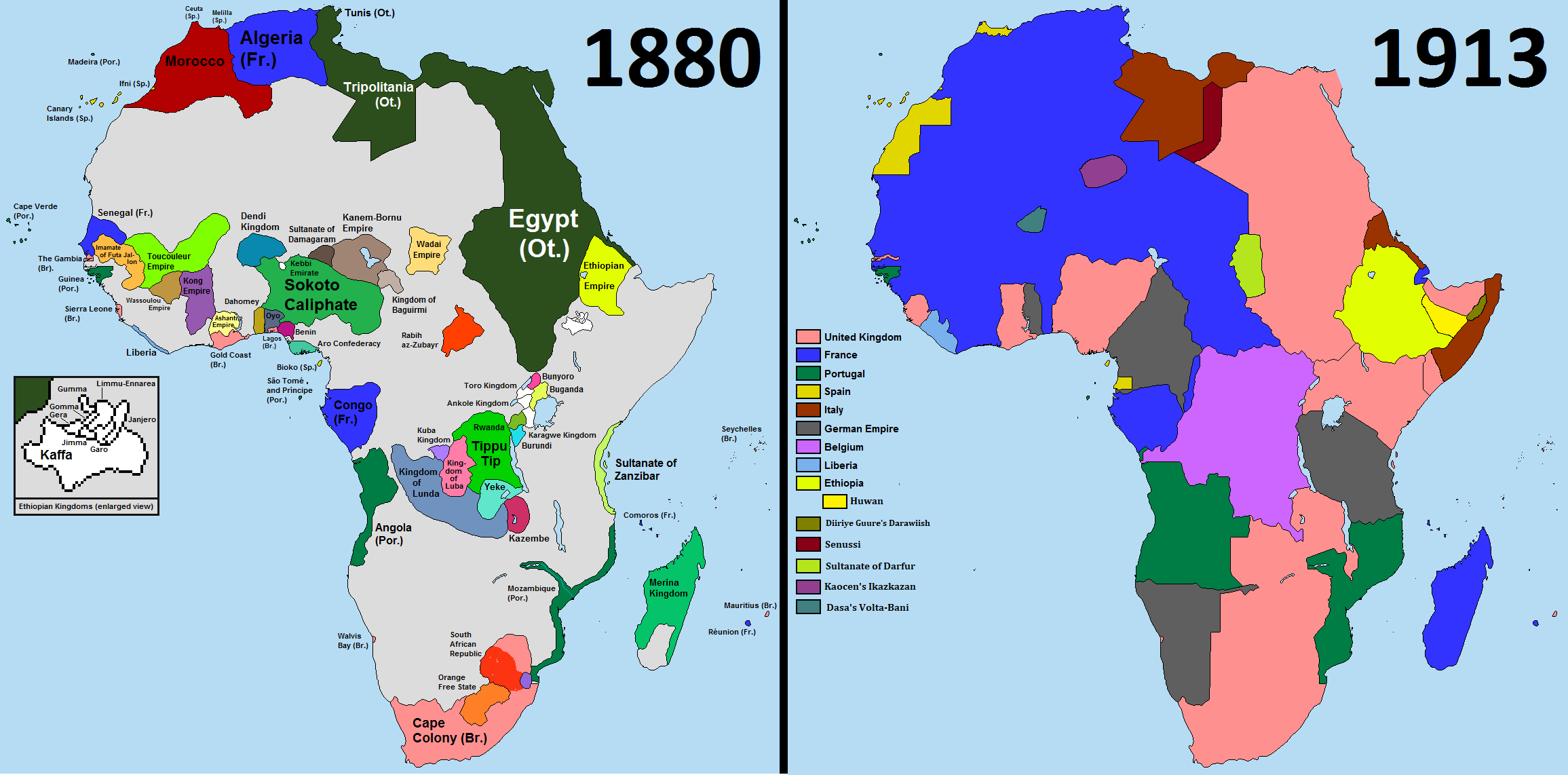
Expansion coloniale européenne de 1880 à 1913

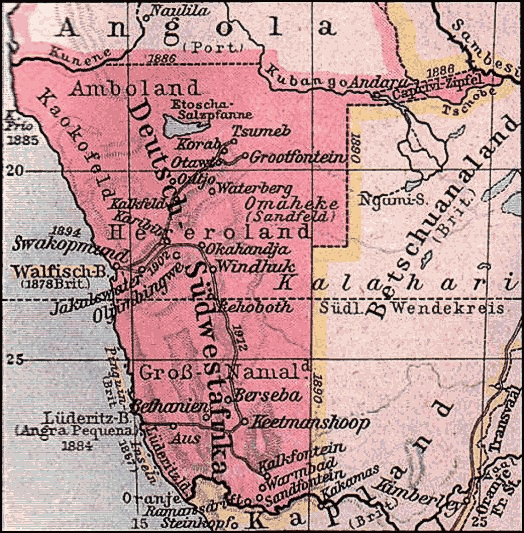
Carte du Sud-Ouest africain allemand.

Le 10 avril 1883 un commerçant allemand du nom d'Adolf Lüderitz envoie des explorateurs en reconnaissance dans le Sud-Ouest africain. Ils débarquent dans la baie d'Angra Pequena où le chef nama Joseph Frederiks II (les Namas sont un peuple de pasteurs qui vivent en Afrique du Sud, Namibie et Botswana) leur vend la baie pour 100 livres sterling et 200 fusils. La baie est placée sous la protection de l'Allemagne dès le 24 avril 1884, suivie de tout le territoire entre le fleuve Kunene et le fleuve Orange.
En 1885, Heinrich Göring est nommé commissaire impérial du Reich au Sud-Ouest africain où il est chargé de représenter l'autorité prussienne avec l'aide de deux fonctionnaires. Il signe des traités de protection avec le chef des Héréros Samuel Maharero et avec les Basters de Rehoboth.
Après la mort de Jordaan qui avait fondé avec des familles de Dorslandtrekkers une éphémère république d’Upingtonia, les terres de la région de Grootfontein sont rachetées en 1886 par une compagnie allemande et intégrées au protectorat du Reich. La même année, la frontière entre l'Angola et le Sud-Ouest africain allemand est fixée, coupant en deux le territoire du peuple ovambo.

### Recours aux troupes coloniales (1889-1904)

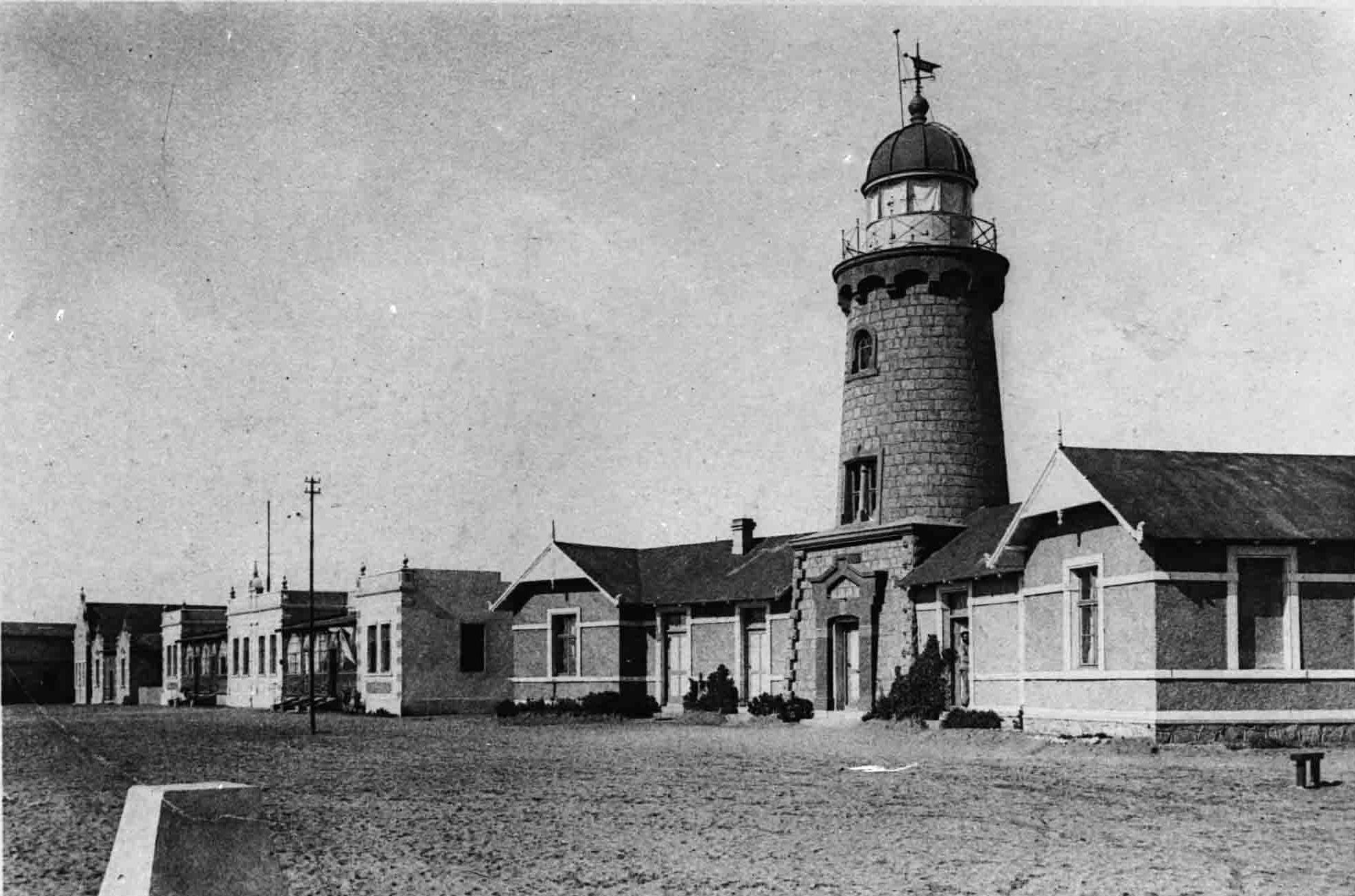
Phare de Swakopmund (1911)

Le 24 juin 1889, le capitaine Curt von François débarque dans le Sud-Ouest africain à la tête d'un contingent militaire composé de vingt et un soldats avec pour mission d'imposer l'ordre allemand sur le territoire. Celui-ci est agrandi l'année suivante et la frontière à l'est avec le Bechuanaland britannique est fixée. Le 18 octobre 1890, von François fait bâtir un fort (Alte Feste) sur le site de Winterhoek destiné à devenir le quartier général des forces coloniales du Reich.
À partir du 7 décembre 1891, Winterhoek, germanisé en Windhuk devient le centre administratif de la colonie. L'année suivante, von François fonde le port de Swakopmund au bord de l'océan Atlantique.
En 1893, von François reçoit le titre de Landeshauptmann du Sud-Ouest africain allemand.

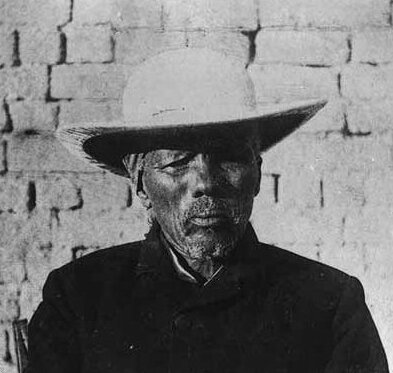
Hendrik Witbooi.

Mais l'incapacité du major de venir à bout de la révolte des Namas menée par Hendrik Witbooi conduisent le gouvernement allemand à relever von François de ses fonctions et à le remplacer en 1894 par le major Theodor Leutwein. Ce dernier parvient à vaincre les Namas qui lui opposent une résistance acharnée — ils deviendront finalement plus tard d'efficaces auxiliaires de l'armée coloniale.
En 1902, la colonie compte 200 000 habitants dont 1 500 colons allemands.

### Génocide des Héréros et des Namas (1904-1908)
- génocide des Héréros et des Namas

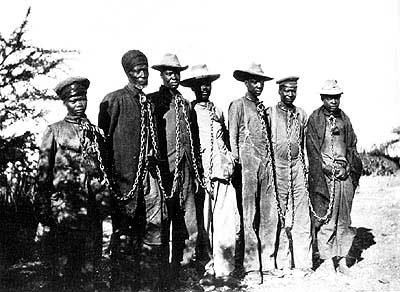
Héréros enchaînés (vers 1904).

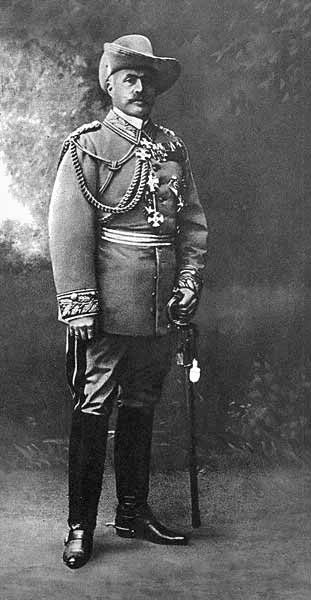
Lothar von Trotha

Le 10 janvier 1904 marque le début du soulèvement herero commandé par le chef Samuel Maharero. Witbooi, chef du peuple nama, se joint aux insurgés qui harcèlent les fermiers allemands et détruisent les infrastructures.
En 1904, le lieutenant-général Lothar von Trotha, nommé commandant en chef des troupes de la colonie allemande, prend la relève du gouverneur Theodor Leutwein avec pour mission d'en finir avec la révolte des Héréros. Il remporte une victoire décisive à la bataille de Waterberg, le 11 août 1904, qui se solde par le massacre des Héréros, non seulement guerriers mais aussi femmes et enfants. Les actions de von Trotha révulsent l'opinion publique allemande. Il est finalement démis de son commandement.
Mais les survivants hereros et leurs alliés namas ont été parqués dans des camps de concentration ou servent de main-d'œuvre à bon marché ; beaucoup meurent de malnutrition ou de maladie. La population héréro, estimée à 80 000 âmes avant le début de la guerre, est réduite à 15 000 individus en 1911. Quelque 10.000 Namas ont également été tués. La population humaine totale de la colonie avoisine désormais les 100 000 habitants. L'Allemagne a officiellement reconnu ce génocide le 28 mai 2021.

### Début de l’exploitation économique (1908-1914)

Drapeau (non officiel) du Sud-Ouest Africain allemand à partir de 1913

En 1908, les premiers diamants sont découverts dans la baie de Lüderitz. Le Sud-Ouest Africain cesse dès lors d'être la plus pauvre des colonies allemandes.
Les premières lois ségrégationnistes sont votées la même année : interdiction des mariages entre noirs et blancs, réglementation à l'accès des écoles en fonction de la couleur de peau, mise en place d'un laissez-passer pour les noirs âgés de plus de huit ans, obligation d'une autorisation spéciale de l'administration pour permettre à un noir de posséder des terres, du bétail, des chevaux ou des armes.
En 1909, le protectorat du Sud-Ouest Africain obtient un statut d'autonomie. Des municipalités sont constituées à Windhuk, Karibib, Keetmanshoop, Lüderitz, Okahandja, Omaruru, Swakopmund et Warmbad. Le réseau ferroviaire se développe pour atteindre 2 100 km à la veille de la Première Guerre mondiale. Les colons allemands s'efforcent alors de créer un pays à l'image de la mère patrie en dépit de l'immensité désertique du sud-ouest africain et parviennent à marquer durablement l’urbanisme local (voir gare de Swakopmund).
En 1914, les colons allemands sont au nombre de 13 000 individus, représentant alors 83 % de la population blanche (15 700 personnes). Environ 1 000 fermiers possèdent à eux seuls 13 millions d'hectares.

### Campagne d'Afrique du Sud-Ouest (1914-1918, première guerre mondiale)
- Campagne d'Afrique du Sud-Ouest

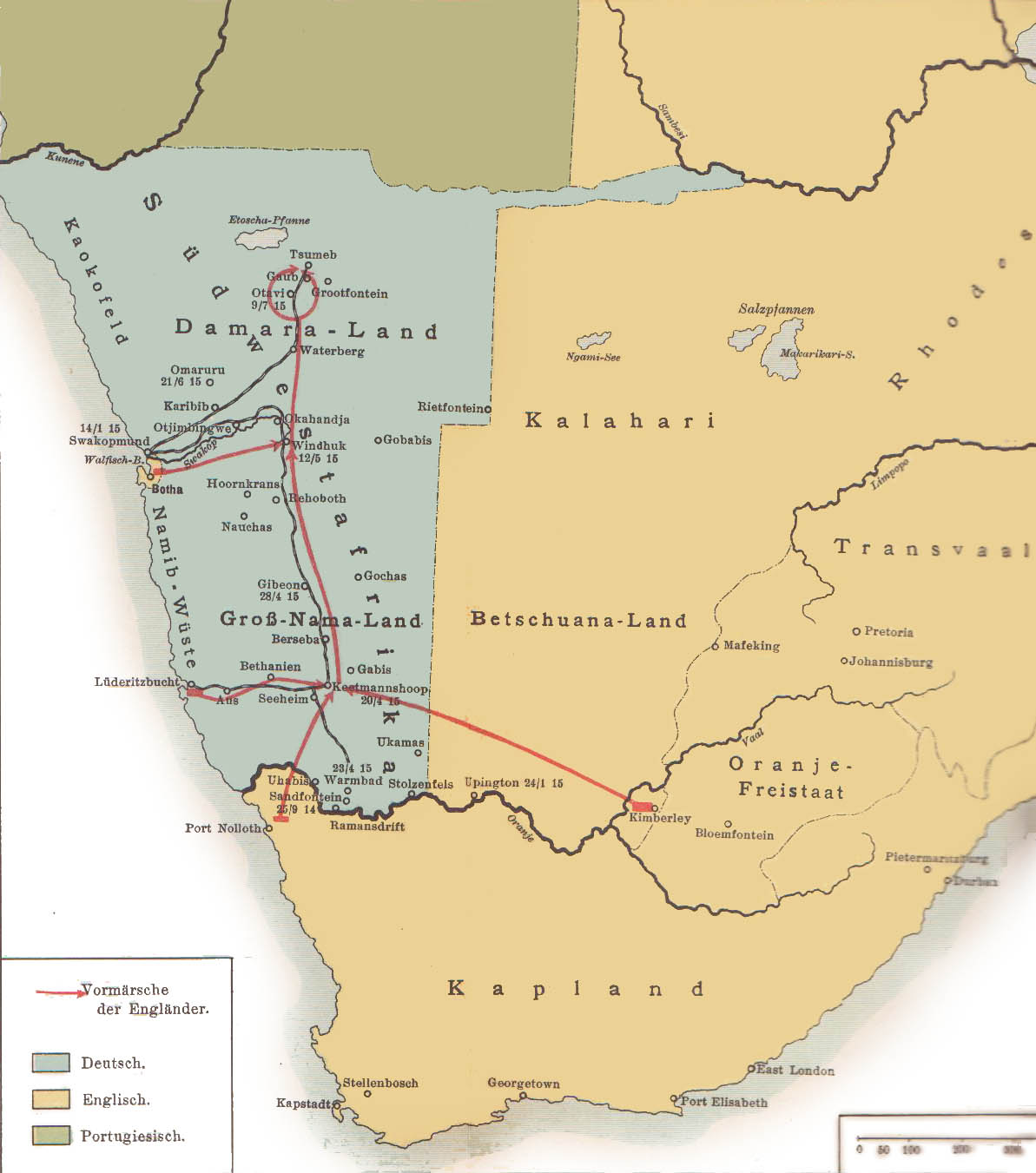
Campagne sud-africaine de 1915 en Afrique du Sud-Ouest

La Première Guerre mondiale va mettre fin au protectorat allemand sur le Sud-Ouest Africain en dépit du soutien aux Allemands de plusieurs milliers de combattants de la seconde guerre des Boers et de l'appel à la neutralité du général Koos de la Rey.
En effet, le premier ministre sud-africain Louis Botha confirme l'engagement de son gouvernement au côté du Royaume-Uni contre l'Allemagne. La principale mission confiée aux troupes sud-africaines est de combattre dans les colonies allemandes d'Afrique, principalement le Sud-Ouest Africain et le Tanganyika.
Militairement, la situation des Allemands est préoccupante du fait que leurs adversaires disposent d'une nette supériorité militaire et de la maîtrise des mers. Frontalière de possessions britanniques, la colonie ne peut être ravitaillée que par l'Angola, possession portugaise neutre dans le conflit avec qui les bonnes relations sont primordiales.
Les premiers engagements commencent dès août 1914 quand des patrouilles allemandes et sud-africaines s'affrontent à Kummernais. D'autres escarmouches ont lieu début septembre à Nakop et Beenbreck. À Sandfontein, les troupes allemandes remportent leur première victoire sur les Sud-Africains.
En octobre 1914, une petite expédition allemande chargée d'aller chercher des vivres en Angola est interceptée par une patrouille portugaise. À la suite d'une méprise, les Portugais ouvrent le feu et tuent la plupart des Allemands. [réf. souhaitée] Au lieu d'essayer de comprendre les raisons de l'incident, les autorités allemandes déclenchent des opérations de représailles contre l'Angola, qui culminent le 18 décembre avec le combat de Naulila, au cours duquel les troupes portugaises sont sévèrement défaites. La conséquence en est cependant l'isolement du Sud-Ouest africain alors que les Sud-Africains s'apprêtent à lancer une grande offensive.
Lors de la bataille de Gibeon, les 25 et 26 avril 1915, les troupes sud-africaines remportent une victoire décisive contre l'armée allemande qui perd le quart de ses effectifs et toute son artillerie.
Le 9 juillet 1915, elle est définitivement vaincue à Khorab par le corps expéditionnaire britannico-sud-africain. Les 1 552 soldats allemands sont internés à Aus alors que les réservistes sont autorisés à regagner leurs fermes. [réf. souhaitée]
Le 6 février 1917, le dernier royaume Ovambo indépendant est annexé au Sud-Ouest Africain. [réf. souhaitée]
Lors de la signature du traité de Versailles, l'Allemagne renonce définitivement à ses colonies. Le Sud-Ouest africain allemand a vécu.

## Mandat sud-africain (1920-1971)

### Colonie oubliée (1920-1945)

Le Sud-Ouest africain est considéré progressivement par les Sud-Africains comme leur cinquième province. Ils demandent son annexion en 1946.

Le 17 décembre 1920, la Société des Nations donne un mandat de type C à l'Union d'Afrique du Sud pour administrer le Sud-Ouest africain et assurer le bien-être des populations.
En 1921, un administrateur sud-africain est nommé. Les fonctionnaires allemands sont invités à retourner en Allemagne. Plus de 1 500 civils allemands les suivent. Seuls 6 500 colons allemands sont autorisés à rester dans un premier temps alors que s'intensifie l'immigration de blancs sud-africains, souvent de conditions très modestes à qui sont attribuées des aides financières et des terres. Le nom de la capitale, Windhuk, est « afrikanerisé » en Windhoek.
Quoique les Sud-Africains héritent d'un territoire qui a subi une véritable purification ethnique sous la colonisation allemande, des lois ségrégationnistes sont néanmoins adoptées pour compléter les anciennes dispositions allemandes (prohibition du vagabondage hors des réserves, interdiction pour un indigène de démissionner de son emploi sans autorisation de son patron, passeport intérieur, contrats de travail restrictifs). Entre 1922 et 1925, des soulèvements indigènes ont lieu notamment chez les Basters de Rehoboth qui revendiquent leur indépendance. Ils sont sévèrement réprimés.

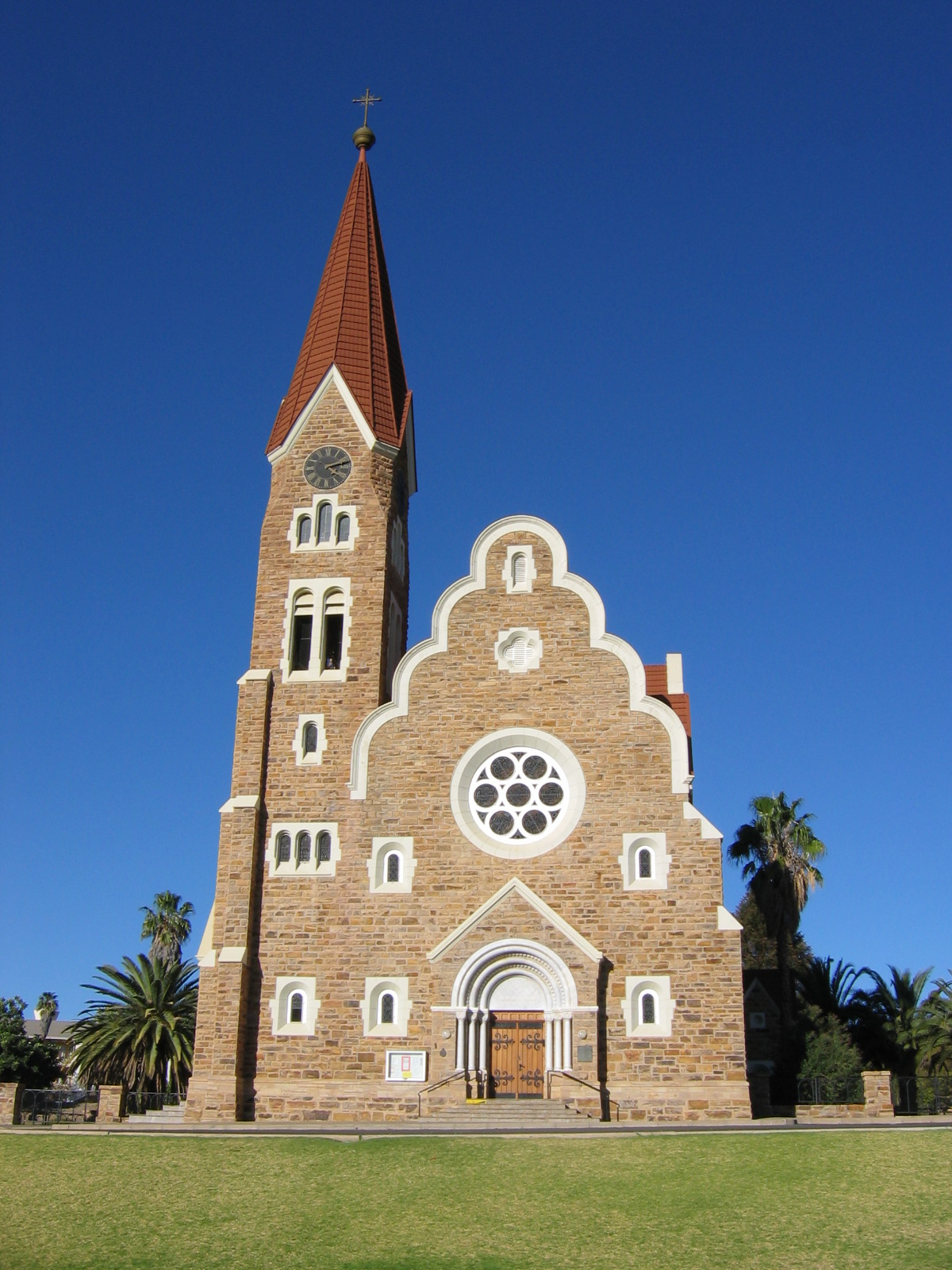
Église luthérienne de Windhoek (1910), héritage colonial des missionnaires allemands qui avaient évangélisé le Sud-Ouest Africain.

En 1924, les colons allemands ne représentent plus que 37 % de la population blanche (contre 83 % en 1913). La même année, les partis politiques propres au Sud-Ouest Africain sont créés. Les blancs fondent alors trois partis : le parti national de Frikkie Jooste (afrikaner), le parti de l'Union (anglophone) et l'Alliance allemande du Sud-Ouest Africain (Union allemande).
En 1925, la communauté blanche élit ses premiers représentants à l'assemblée législative du Sud-Ouest Africain (dix-huit élus, auxquels s'ajoutent six membres désignés par l'administration). L'Union allemande favorable à l'indépendance l'emporte grâce aux votes des Afrikaners anglophobes et hostile à l'Union sud-africaine. Les vaincus fusionnent et forment le Parti unifié du Sud-Ouest qui devint le parti majoritaire dès les élections suivantes (et le demeurera jusqu'aux années 1950).
En 1925, 43 % du territoire est constitué en réserves sous l'autorité de chefs coutumiers (Ovamboland, Kavangoland, Hereroland, Damaraland, Namaland, Kaokoland), 41 % des terres appartenant aux blancs et le reste à l'État ou aux Basters de Rehoboth.

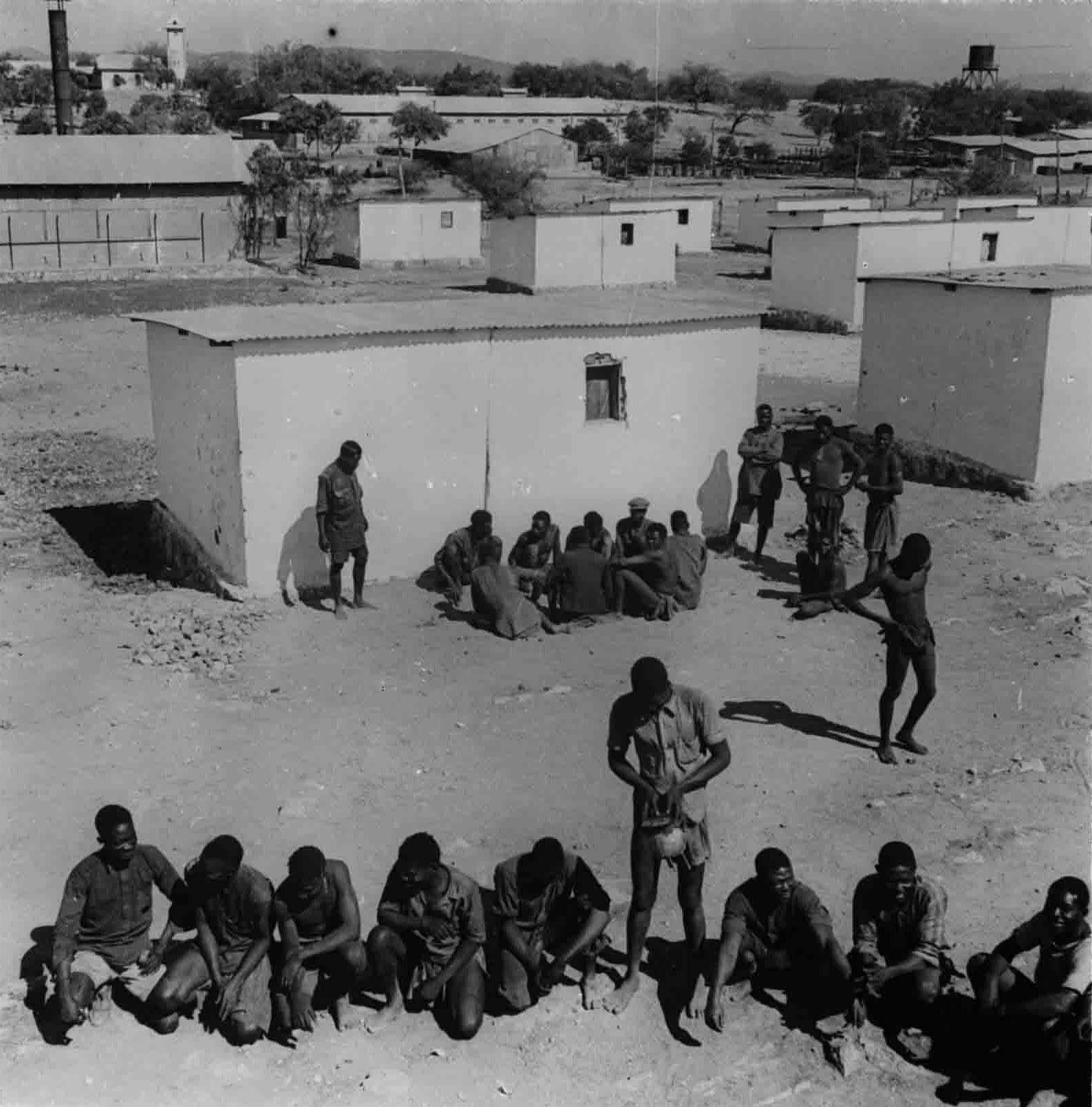
Mineurs de la mine de Tsumeb dans les années 1920

En 1926, tous les natifs du Sud-Ouest Africain deviennent des ressortissants de l'Union sud-africaine. L'ancienne colonie allemande est dorénavant considérée comme une cinquième province de l'Afrique du Sud.
En 1928, la population blanche atteint 28 000 habitants soit 10 % de la population totale. Les fermiers afrikaners voisinent avec les anciens propriétaires fonciers allemands. Sur d'immenses fermes de 10 000 à 100 000 hectares, ils développent l'élevage intensif de bovins et de moutons karakul. Quant aux droits des populations noires, ils restent restreints à ceux accordés à l'époque allemande : la propriété foncière privée leur est interdite et ceux qui sont employés ne peuvent circuler hors de leurs zones de résidences que s'ils sont munis d'un pass.
Pendant vingt ans, la colonie sombre dans l'oubli. Le réseau ferroviaire est cependant complété et relié au réseau sud-africain. Les investissements sont peu nombreux dans un territoire dont le statut n'est pas définitif et restera pour longtemps incertain. L'exploitation des diamants, des divers minerais et l'élevage sont les seules richesses du territoire.
Après l'arrivée au pouvoir d'Adolf Hitler en Allemagne, la communauté germanique se remet à croire au retour du Südwest. Des sections du NSDAP sont constituées dans la colonie. Elles sont rapidement interdites par le gouvernement sud-africain mais la suspicion engendrée l'amène à interner dès le début de la Seconde Guerre mondiale plus de 1 200 des 10 000 germanophones que compte le territoire. Conformément à l'accord de Londres de 1923, les Allemands du Sud-Ouest sont cependant dispensés de servir contre leur pays d'origine et échappent à leur incorporation dans l'armée sud-africaine.

### Remise en cause du mandat (1946-1971)

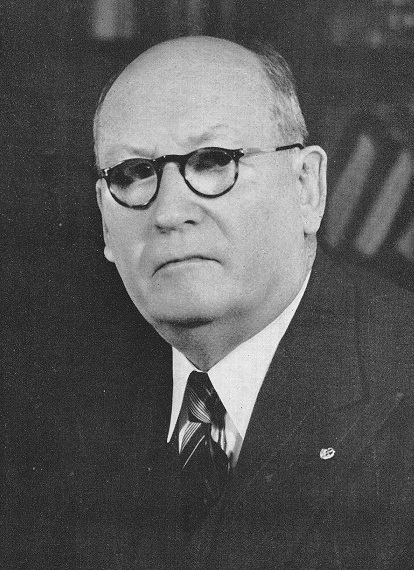
Daniel François Malan.

En 1945, le chef coutumier des Héréros, Hosea Kutako, participe avec le chef Frederick Maharero à la création du conseil tribal héréro pour protester contre la politique sud-africaine dans le Sud-Ouest africain.
En 1946, l'Afrique du Sud, pays cofondateur de l'ONU, refuse de considérer celle-ci comme le dépositaire des pouvoirs détenus par la défunte Société des Nations. Elle réclame l'annexion du Sud-Ouest mais celle-ci lui est refusée par l'Assemblée générale le 14 décembre 1946.
En 1949, la constitution du Sud-Ouest est révisée par le gouvernement de Daniel François Malan qui a amené le Parti national au pouvoir en Afrique du Sud un an plus tôt. Une représentation directe du territoire au parlement sud-africain est désormais assurée par six députés et quatre sénateurs alors que la tutelle des populations indigènes est désormais du seul ressort du gouvernement de Pretoria.
Au début des années 1950, les débats sont vifs à l'ONU entre les partisans du colonialisme (conduits par le Portugal et l'Afrique du Sud) et les partisans de la décolonisation. Le chef coutumier héréro Hosea Kutako est le premier représentant noir du Sud-Ouest africain à faire présenter une pétition aux Nations unies dénonçant l'administration sud-africaine. Par un avis consultatif, la Cour internationale de justice confirme que l'Union sud-africaine est liée par ses obligations internationales résultant du mandat donné par la SDN et qu'elle ne peut modifier unilatéralement le statut du territoire. En 1955, cette même Cour confirme le droit de l'Assemblée générale des Nations unies d'adopter des résolutions concernant le Sud-Ouest africain et de procéder aux auditions de pétitionnaires. Pour l'Afrique du Sud, il s'agit d'une intervention dans ses affaires intérieures.
En 1957, des étudiants et ouvriers agricoles créent le Congrès populaire de l'Ovamboland. On y trouve Herman Toivo ya Toivo (un ancien mineur), Andreas Shipanga (un matelot) ou encore Sam Nujoma (un employé des chemins de fer).
En 1958, la population du Sud-Ouest africain atteint 450 000 habitants dont 200 000 Ovambos résidant très majoritairement dans le quart septentrional du territoire. Les 50 000 blancs du territoire résident dans le nord et le sud, principalement dans les centres urbains (représentant la moitié des 20 000 habitants de la zone urbaine de Windhoek dont plus de 95 % des habitants de la ville elle-même et plus de 90 % de la zone urbaine de Swakopmund). Il n'est pas étonnant dans ces conditions que le gouvernement sud-africain propose alors, mais sans succès, de diviser le territoire en deux afin de se débarrasser du quart septentrional du Sud-Ouest africain qui aurait été directement géré par les Nations unies.
En 1959, l'Organisation populaire de l'Ovamboland (OPO) succède au Congrès populaire de l'Ovamboland et ouvre des bureaux à Windhoek et à Walvis Bay. Sam Nujoma en devient le président. Dans le même temps, d'autres organisations sont constituées comme l'Organisation des métis du Sud-Ouest Africain (SWACO), l'Association des contribuables de Rehoboth (RTA) ou l'Union nationale du Sud-Ouest africain (SWANU), créée avec le soutien du conseil tribal héréro et du chef Hosea Kutako, qui représente la quasi-totalité des forces politiques (dont l'OPO) opposées à la colonisation sud-africaine.
En novembre 1959, dans le cadre de la politique d'apartheid mise progressivement en place dans le Sud-Ouest africain, les autorités de Windhoek déclarent insalubre le quartier de « Old Location » et décident de déplacer les populations indigènes qui y résident vers un nouveau quartier situé à cinq kilomètres plus au nord (le futur township de Katutura signifiant « là où on ne veut pas rester »). Le 10 décembre 1959, la campagne de protestation organisée par la SWANU dérape et se solde par la mort de 13 manifestants, abattus par les forces de police, et 54 blessés. La répression policière s'abat sur la province contraignant les dirigeants de la SWANU dont Sam Nujoma à s'exiler au Bechuanaland, en Rhodésie du Sud, puis en Tanzanie quelques années plus tard.
Dans les mois qui suivent le massacre du 10 décembre, la SWANU qui aspirait à dépasser les barrières tribales traditionnelles se divise. Les militants ovambo de l'OPO quittent la SWANU. Le 19 avril 1960, ils créent un mouvement ethnique rival, l'Organisation du peuple du Sud-Ouest Africain (SWAPO) dont la présidence est assurée par Sam Nujoma. Cette scission majeure durera jusqu'à l'indépendance en dépit de tentatives réitérées pour fusionner les deux mouvements. Les clivages idéologiques contribuent à l'éloignement des deux formations. Alors que la SWANU, dominée par les Héréros, reste un parti intellectuel adoptant une ligne socialiste radicale et est soutenue par la Chine populaire et la Suède, la SWAPO se tourne vers le marxisme-léninisme et obtient le soutien de l'Union soviétique ainsi que de la majorité des pays du Tiers monde. La SWAPO s'organise également en parti de masse, recrutant principalement chez les illettrés, les ouvriers et les paysans ovambos. Dès 1961, la SWAPO coopère avec les mouvements rebelles de l'Angola et envisage la lutte armée alors que sur le plan diplomatique elle s'assure avec succès de l'élimination de sa rivale, la SWANU, de toutes les représentations internationales. [réf. souhaitée]
En 1961 également, l'Assemblée générale des Nations unies (où les pays décolonisés ont de plus en plus d'influence) vote un texte considérant que la situation au Sud-Ouest africain menace la paix internationale et la sécurité. Elle confie à un comité le soin d'envoyer deux émissaires dans le Sud-Ouest africain pour faire un rapport sur la situation réelle à l'intérieur du pays. Les deux émissaires concluent à l'absence de toute menace pour le monde et pour la sécurité du territoire (Rapport Carpio). Néanmoins, l'assemblée générale ne renonce pas et décide de transmettre le dossier au Comité dit « des 24 » chargé de mettre en œuvre les indépendances des peuples colonisés.
En 1963, le gouvernement sud-africain de Hendrik Verwoerd met en place une commission d'enquête sur le Sud-Ouest africain dont la présidence est confiée à F. H. Odendaal, l'administrateur du Transvaal. Son rapport connu sous le nom de rapport Odendaal préconise la division du territoire en trois parties dont la première serait réservée à dix homeland (foyers nationaux ou réserves indigènes), la seconde aux Blancs, destinée à intégrer l'Afrique du Sud et une troisième comprenant les parcs naturels (Etosha, Côte des squelettes, désert du Namib) et les zones interdites (dont le Sperrgebiet — une zone diamantifère). Dans le schéma de l'apartheid appliqué au Sud-Ouest africain, les homelands sont ainsi répartis sur 39 % du territoire. Le rapport Odendaal fut rejeté par l'Assemblée générale des Nations unies.

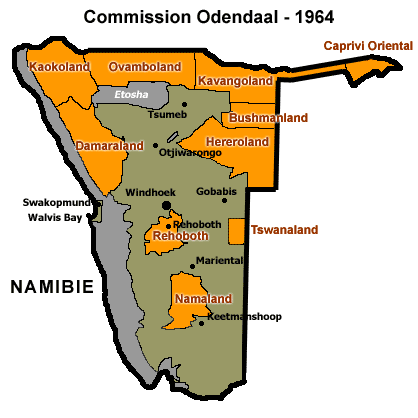
Le plan Odendaal de ségrégation territoriale du Sud-Ouest africain.

En 1964, le conseil tribal héréro se retire de la SWANU pour former l'Organisation démocratique d'unité nationale, présidée par Clemens Kapuuo, alors que la SWAPO est incluse dans la liste des mouvements de libération bénéficiaires de l'aide soviétique. La même année, la SWAPO s'ouvre aux Capriviens d'origine mafwe en fusionnant avec la petite Union nationale de Caprivi. En 1965, Nujoma obtient que la SWANU soit radiée des listes du comité de libération de l'Organisation de l'unité africaine (OUA), permettant à la SWAPO de devenir le seul représentant officiel (au niveau international) du Sud-Ouest africain. [réf. souhaitée]
En 1966, le Liberia et l'Éthiopie, les deux seuls pays dont l'indépendance est antérieure à celle de l'Afrique du Sud, saisissent la Cour internationale de justice considérant comme illégale l'occupation du Sud-Ouest africain par la République sud-africaine — mais la Cour rejette leur demande. La décision de la Cour provoque l'indignation de l'Assemblée générale des Nations unies qui vote le 17 octobre 1966 la résolution 2145 déclarant que l'Afrique du Sud a failli à ses obligations.
En 1966, l'Assemblée proclame alors que le territoire est désormais géré par un conseil pour le Sud-Ouest Africain pour le compte des Nations unies. Quelques semaines plus tard, le 26 août 1966, un accrochage sérieux entre militants de la SWAPO et la police sud-africaine marque le début de la guérilla. Les premières opérations ont lieu dans la partie orientale de la bande de Caprivi.
En février 1968, à la suite d'escarmouches qui eurent lieu l'année précédente, trente-sept membres de la SWAPO dont Herman Toivo ya Toivo sont jugés à Pretoria en vertu de la loi sur le terrorisme et condamnés à des peines allant de cinq ans de prison à la détention à perpétuité. Le 8 mai 1968, Tobias Hainyeko, le tout récent premier commandant de la non moins récente Armée populaire de libération de la Namibie, est tué au cours d'une autre escarmouche qui eut lieu dans la Bande de Caprivi.
Le 12 juin 1968, L'Assemblée générale des Nations unies vote la révocation du mandat sud-africain. La résolution de l'Assemblée générale reste sans effet car l'Afrique du Sud ne reconnaît pas la compétence de cette assemblée (ni l'ONU comme le successeur de la SDN). Ce même jour, le nom de Namibie, de préférence à celui de Kalanami (contraction entre Kalahari et Namib), est donné par l'ONU à tout le territoire (la paternité du nom reviendrait à Mburumba Kerina, le premier directeur exécutif de la SWAPO).
De son côté, le gouvernement sud-africain met en place le dispositif du rapport Odendaal prévoyant la constitution de dix homelands dont six districts représentant plus des deux tiers de la population, ayant vocation à devenir autonome (Damaraland, Ovamboland, Kaokoland, Kavangoland, Caprivi oriental et Hereroland).
De son côté, en 1969, lors de son congrès à Tanga en Tanzanie, la SWAPO se donne comme objectif d'obtenir des Nations unies le statut d'« unique représentant du peuple namibien en lutte pour sa libération ». L'action armée est avalisée comme le seul moyen de lutte efficace pour atteindre cet objectif. Des dissensions internes apparaissent quand Paul Helmuth soulève notamment la corruption de certains dignitaires ou le sort des prisonniers politiques (une dizaine de dissidents du parti) détenus par la SWAPO (il est aussitôt démis de ses fonctions et sera par la suite contraint de se réfugier en Suède).
Ce n'est qu'en 1970 que le Conseil de sécurité saisi du dossier déclare pour la première fois illégale la présence de l'Afrique du Sud en Namibie. Mais il faut attendre le 21 juin 1971 pour que la révocation du mandat sud-africain soit confirmée par un avis consultatif de la Cour internationale de justice.

## Occupation du Sud-Ouest Africain / Namibie (1971-1990)
Au début des années 1970, la proportion d'habitants blancs de Namibie est 15 %, soit le plus haut taux de l'histoire de la colonie. Sur presque la moitié du territoire, cette représentation atteint voire dépasse les 50 %, ce qui motive le gouvernement de Pretoria à faire appliquer le rapport Odendaal et annexer les parties de territoire sur lesquelles l'Afrique du Sud revendique sa souveraineté.
Cependant, entre décembre 1971 et juin 1972, des milliers d'ouvriers ovambos se mettent en grève, faisant la preuve de leur importance et de leur influence sur l'économie du territoire. La réaction du gouvernement sud-africain est brutale. Il est décidé le rapatriement de tous les Ovambos grévistes dans leur homeland et l'interdiction des réunions politiques des partis comme la SWAPO interne ou le Parti démocratique coopératif, tous deux impliqués dans le mouvement social. Le gouvernement entreprend cependant des réformes et abroge la loi de 1920 dite « maîtres et serviteurs » . C'est dans ce contexte que l'Organisation des Nations unies tente de renouer avec le gouvernement de Pretoria. En mars 1972, le Secrétaire général des Nations unies, Kurt Waldheim, se rend dans le Sud-Ouest Africain / Namibie (nom usuel depuis 1968) et prend contact avec les autorités locales et les représentants des mouvements politiques.
En 1973, seulement trois des six districts autonomes prévus par le rapport Odendaal et dirigés par un conseil tribal sont créés (Ovamboland, Kavangoland et Caprivi oriental). En fait, des désaccords opposent les autorités tribales au gouvernement sud-africain sur les pouvoirs de compétence déléguée et le maintien de la discrimination par le ministère des affaires bantoues. En juillet, les élections de l'assemblée législative tribale de l'Ovamboland sont remportées par le Parti de l'indépendance de l'Ovamboland mais le taux de participation n'est que 3 %, les électeurs ayant répondu à l'appel au boycott lancé par la SWAPO et le Parti démocratique coopératif. Les autorités tribales et sud-africaines réagissent à ce camouflet en faisant arrêter les dirigeants de la SWAPO interne, et pour les autorités tribales en faisant fouetter les opposants en place publique (sur ordre du ministre ovambo Filemon Elifas) et en multipliant les brimades.
Le 12 septembre 1973, dans sa résolution no 3111, l'Assemblée générale des Nations unies désigne la SWAPO comme « représentant unique et authentique du peuple namibien ». Cette résolution est très mal perçue par les autres mouvements politiques namibiens, notamment par le mouvement de Clemens Kapuuo qui accuse la SWAPO de tribalisme et lui reproche de n'avoir jamais participé à la moindre guerre contre l'occupant allemand.
À ce moment-là, percevant les divisions au sein même des mouvements d'opposition du Sud-Ouest Africain, le premier ministre sud-africain John Vorster abandonne les objectifs du rapport Odendaal et décide dans le cadre de sa politique de détente avec les pays africains de s'engager dans la voie de l'autodétermination du territoire « y compris celle de l'indépendance. Il va ainsi faire de la Namibie un terrain de négociations politiques dont il réutilisera les résultats pour la Rhodésie dirigée par Ian Smith (des résultats qui servirent de modèle pour l'Afrique du Sud elle-même dans les années 1990).
Le 24 avril 1974, les blancs de Namibie sont invités à voter pour l'élection de l'assemblée législative du Sud-Ouest Africain. Cette élection a lieu le même jour que les élections générales sud-africaines de 1974, et sont remportées par le Parti national du Sud-Ouest africain (en), comme en 1950, 1953, 1955, 1961, 1965, et 1970. Ce sera la dernière élection où seuls les blancs de Namibie auront le droit de voter.
En novembre 1974, l'assemblée législative du Sud-Ouest africain invita l'ensemble des autorités du territoire, y compris les autorités tribales et les représentants des partis politiques noirs, à déterminer leur avenir politique. L'assemblée est à l'époque dominée par le Parti national du Sud-Ouest Africain. Deux de ses représentants, Dirk Mudge et Ebenezer Van Zijl, sont chargés des négociations alors que la SWAPO et la SWANU déclinent l'invitation faite par l'assemblée.
En février 1975, au cours d'une visite secrète au Liberia, John Vorster déclara au président de ce pays, William Richard Tolbert que son gouvernement serait heureux de renoncer au Sud-Ouest-Africain, mais qu'en tant qu'autorité administrative, il avait des responsabilités concernant ce territoire, il aurait également dit à ce dernier que si l'Afrique du Sud se retirait immédiatement du Sud-Ouest Africain, ce serait un désastre.
En juillet 1975, le ministre de l'administration et du développement bantou de John Vorster, Michiel Coenraad Botha, mit fin à un projet de délocalisation des tribus Ovaherero dans le Bantoustan du Hereroland dans l'est du pays. Ce faisant, Botha mettait fin à la mise en œuvre des conclusions du rapport Odendaal.
Le 17 août 1975, le ministre du conseil tribal de l'Ovamboland Felimon Eliphas est assassiné à Ondangwa par un guérillero de la SWAPO.

### Conférence de la Turnhalle et contexte (1975-1977)
La conférence constitutionnelle de la Turnhalle s'ouvre le 1er septembre 1975 à Windhoek. Le parti national du Sud-Ouest Africain représente la communauté blanche du Sud-Ouest africain. Les populations noires sont représentées par plusieurs petits partis politiques dont les plus hostiles à la coopération se regroupent au sein de la Convention nationale namibienne.
De son côté, la SWAPO poursuit sa guérilla contre les troupes sud-africaines. Elle a établi des bases arrière en Zambie, puis en Angola après la prise du pouvoir par le MPLA le 11 novembre 1975. Malgré ce soutien logistique qui s'ajoute à celui de Cuba, la SWAPO n'a jamais été en mesure d'inquiéter militairement l'armée sud-africaine qui elle-même intervient dans la guerre civile angolaise en soutenant le mouvement rebelle de Jonas Savimbi et en occupant le sud de l'Angola (voir bataille du pont 14). Cependant, l'exode en masse des colons portugais dont beaucoup rejoignent la Namibie manque de torpiller le processus de la Turnhalle au cours duquel les blancs namibiens manifestent leur inquiétude. L'armée sud-africaine est alors redéployée en zone nord où elle crée une zone opérationnelle — dans laquelle la population locale est pris en tenaille entre les guérilleros et l'armée. C'est dans l'Ovamboland que les forces de la SWAPO (environ 6 000 hommes) vont concentrer leurs attaques face à 20 000 soldats sud-africains appuyés par leurs efficaces et redoutables supplétifs indigènes (dont la Koevoet, une unité contre-insurrectionnelle).
En avril 1976, Andreas Shipanga, l'un des cofondateurs de la SWAPO, dénonce le népotisme, la corruption et l'inefficacité de la direction du mouvement. Avec 2 000 de ses partisans dont Nathaniel Maxuilili, il tente de s'emparer du quartier général du parti à Lusaka en Zambie. Sam Nujoma est obligé de requérir l'aide du président Kenneth Kaunda pour éviter d'être démis de ses fonctions par la force. Les rebelles sont finalement arrêtés et emprisonnés, et accusés de collusion avec l'Afrique du Sud. Certains sont relâchés au bout de six mois, d'autres sont transférés dans des camps en Tanzanie, d'autres encore disparurent définitivement (Shipanga n'est lui-même libéré qu'en mars 1978).
Le 14 août 1976, Dirk Mudge appelle les blancs à rejoindre les noirs sur le chemin de l'indépendance. Deux jours plus tard, les délégués s'accordent sur un gouvernement intérimaire chargé de transformer le territoire en État indépendant sur le modèle d'une fédération.
Cependant, le 20 décembre 1976, dans sa résolution no 385, l'Assemblée générale des Nations unies refuse de reconnaître l'évolution interne de la Namibie et apporte « son soutien à la lutte armée » menée « sous la conduite de la SWAPO ». La SWAPO obtient le statut d'observateur et devient le seul mouvement de libération à disposer à New York d'une tribune officielle. Cette résolution comme la précédente en 1973 est votée avec l'appui des pays du Tiers monde, des pays scandinaves et des pays de l'Est contre la majorité des puissances occidentales (dont la France).
L'année suivante, le gouvernement de Pretoria accepte la médiation de cinq membres occidentaux du Conseil de sécurité (Allemagne, Canada, France, États-Unis et Royaume-Uni, encore appelé groupe de contact ou groupe des Cinq) pour négocier une solution acceptable pour tous. La SWAPO finit par se rallier aux propositions du groupe à condition que le port de Walvis Bay (annexé par l'Afrique du Sud entre 1971 et 1977) soit réintégré dans les discussions, que l'armée sud-africaine quitte le territoire et que des élections aient lieu sous supervision des Nations unies.
Pendant ce temps, le 18 mars 1977, le principe d'un gouvernement à trois niveaux est adopté à la conférence de la Turnhalle : un pouvoir central, des autorités locales à base ethnique, des autorités municipales. L'assemblée nationale serait élue au suffrage indirect par l'intermédiaire d'assemblée locale. Le nom du futur État fait l'objet d'un compromis : Sud-Ouest Africain/Namibie, du moins pour la période intérimaire.
Certains partis ne sont pas satisfaits du compromis et se regroupent dans le Front national de Namibie (NNF). De leur côté, les blancs se prononcent en mai 1977 par référendum à plus de 90 % pour les propositions de la Turnhalle et avalisent le principe d'indépendance.
En août 1977, la gestion de l'enclave de Walvis Bay (rattachée depuis 1971 aux autorités de la province du Cap) est transférée au gouvernement sud-africain, et ainsi soustraite au processus d'indépendance.
Le sort des terres est aussi évoqué lors de la conférence mais les délégués se séparent sur un constat d'échec. Chez les blancs, les divisions sont aiguës. En septembre 1977, Mudge entre en conflit avec la direction du Parti national du Sud-Ouest, présidé par A. H. du Plessis, qui souhaite conserver des lois d'apartheid. Mis en minorité de justesse, Mudge et quatre-vingts de ses partisans quittent le parti en octobre et créent le Parti républicain.

### Abolition de l’apartheid namibien (1977-1979)

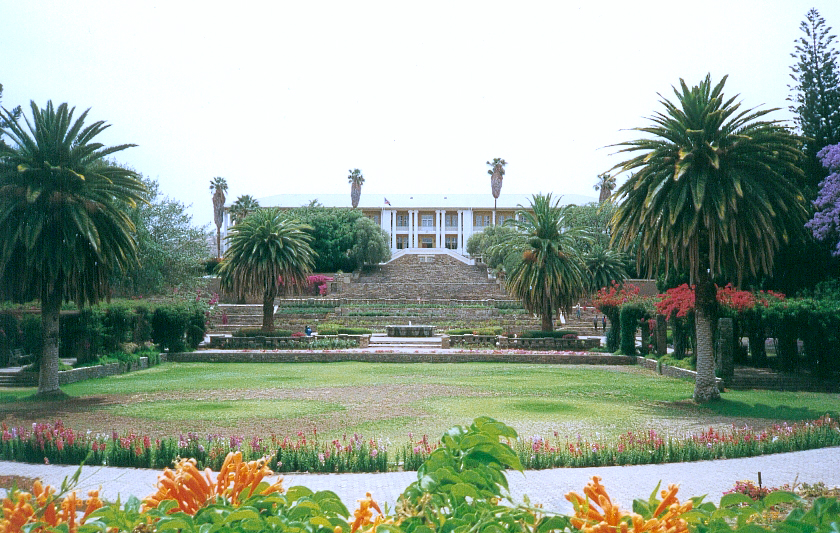
Tintenpalast, la résidence officielle de l'administrateur du Sud-Ouest africain.

En octobre 1977, le nouvel administrateur sud-africain, Martinus Steyn, un juge à la réputation de libéral, abroge la loi prohibant les mariages mixtes et celle sur l'immoralité (interdisant les relations sexuelles entre personnes de groupes de couleurs différentes),. Les contrôles intérieurs auxquels étaient assujetties les populations noires hors de leurs homelands sont supprimés sur tout le territoire, à l'exception de la zone diamantifère côtière (autour de Lüderitz) et de la frontière septentrionale. Le 3 octobre 1977, les délégations représentées à la conférence de la Turnhalle rencontrent les membres du gouvernement sud-africain à Pretoria.
Le 6 novembre, Mudge conclut une alliance avec dix autres mouvements ethniques dont la NUDO (National Unity Democratic Organisation), le parti de Clemens Kapuuo, pour former l'Alliance démocratique de la Turnhalle (DTA) dont la présidence est confiée à Kapuuo.
De retour à Windhoek, Andreas Shipenga fonde de son côté la SWAPO-démocrate alors qu’A. H. Du Plessis créait l'ACTUR (Groupe d'action pour le retour aux principes de la Turnhalle) avec une partie des Basters de Rehoboth favorables à l'autodétermination.
Le 27 mars 1978, le président de la DTA, Clemens Kapuuo, est assassiné par des inconnus. La SWAPO, qu'il combattait très durement, est accusée. Cet assassinat provoque de violents affrontements à travers le pays entre Ovambo de la SWAPO et Héréros de la NUDO . Un climat d'insécurité inconnu jusque-là s'installe dans le pays et touche toutes les communautés. Le 4 mai 1978, peut-être en représailles, l'armée sud-africaine lance un raid meurtrier sur un camp d'entraînement de la SWAPO à Cassinga en Angola (867 morts et 464 blessés).
Le 29 septembre 1978, la médiation du groupe de contact aboutit au vote de la résolution no 435. L'objectif de l'indépendance de la Namibie y est réaffirmé. Un groupe d'assistance pour la période de transition (GANUPT) est créé afin d'assurer la régularité du processus électoral. Le Finlandais Martti Ahtisaari est nommé représentant spécial de l'ONU chargé de la Namibie,.
En décembre 1978, pour la première fois de l'histoire du territoire, tous les habitants du sud-ouest africain « indépendamment de leur race et de leur langue sont appelés à voter selon le principe  un homme une voix ». Ces élections, cependant boycottées par la SWAPO et la SWANU, sont organisées pour désigner une assemblée constituante. Avec un taux de participation de 80 %, la DTA recueille 82,2 % des voix (41 sièges) face à l'ACTUR (11,9 %, 6 sièges soit les deux tiers des voix blanches), au Parti chrétien démocrate (2,7 %, 1 siège), au Herstigte Nationale Party pro-apartheid de Sarel Becker (1,8 %, 1 siège) et Basters du Front de Libération (1,4 %, 1 siège). Ces élections sont cependant déclarées nulles et non avenues par l'ONU.
À partir de mars 1979, une série de négociations rapprochées se déroulent à New York entre l'Afrique du Sud, les pays du groupe de contact et ceux de la ligne de front (Angola, Botswana, Zambie, Mozambique et Tanzanie). La SWAPO, d'abord réticente, finit par accepter la résolution 435 et le fait que la question de Walvis Bay soit résolue indépendamment
Le 21 mai 1979, l'assemblée nationale du Sud-Ouest africain/Namibie vote la loi sur l'abolition totale de la discrimination raciale.

### Premières négociations (1979-1988)

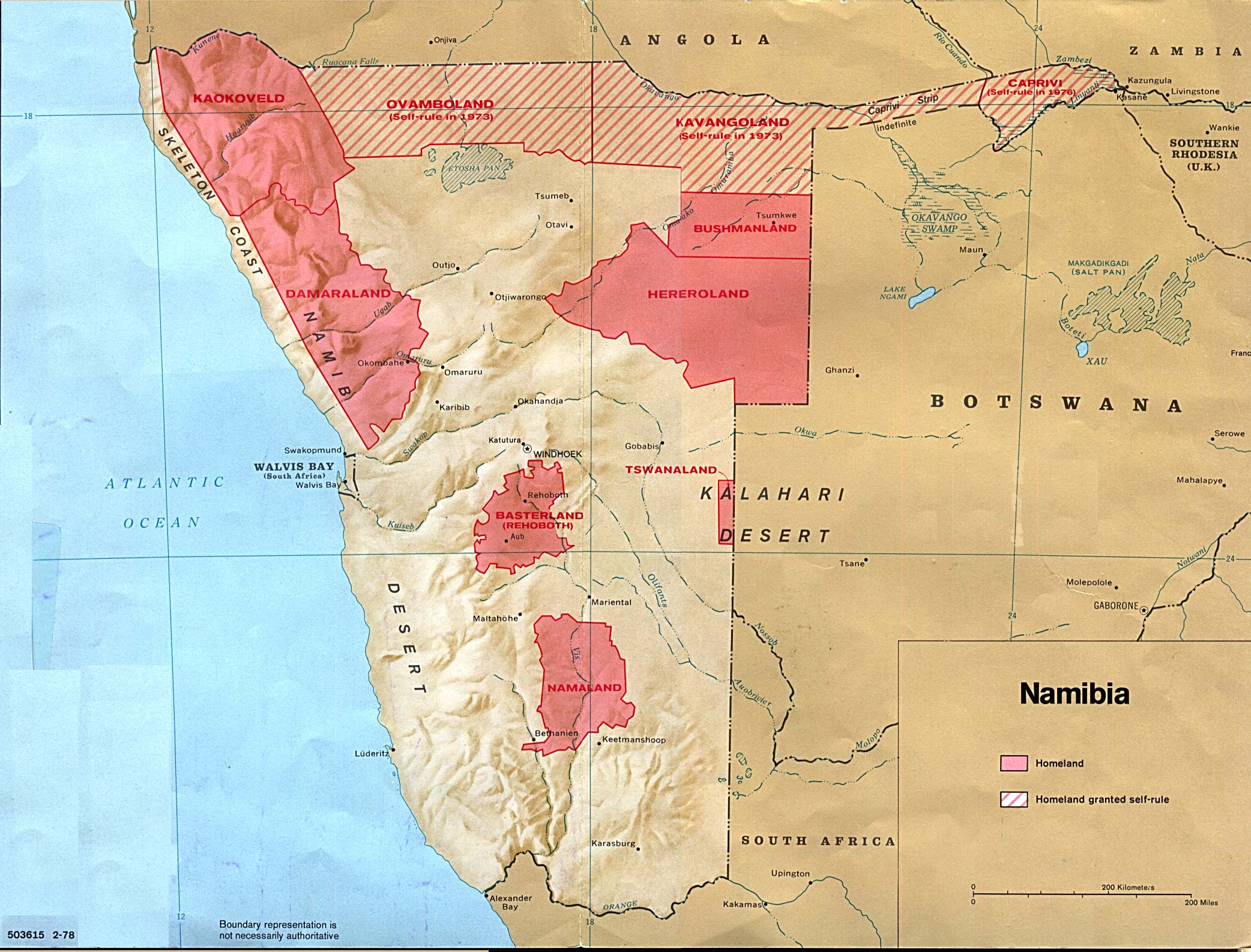
Plan du Sud-Ouest africain/Namibie en 1978

En 1979, la SWAPO devient membre officiel du mouvement des non-alignés.
Le 21 mai 1979, jour du vote de l'abolition de la discrimination raciste par l'ancienne assemblée constituante désormais assemblée nationale investie de pouvoirs législatifs, Windhoek devient le siège de l'administration politique du pays — à l'exception encore de la police, de l'armée, de la justice et des affaires étrangères.
Le 11 juillet 1979, tous les lieux publics sont ouverts aux populations de couleur et une loi anti-discrimination est promulguée.
À la fin de l'année 1979, un accord général est adopté sur la création d'une zone démilitarisée de part et d'autre de la frontière du nord, mais sans succès.
En avril 1980, le nouvel administrateur sud-africain, Gerrit Viljoen, promulgue la nouvelle constitution. La police et l'armée locale sont désormais placées sous le contrôle de l'assemblée et le 1er juillet le premier gouvernement du Sud-Ouest africain/Namibie est mis en place avec un conseil des ministres de onze membres présidé par Dirk Mudge.
En juillet 1980, de nouvelles défections minent la SWAPO avec le départ de la plus importante des ethnies de la bande de Caprivi.
En août 1980, les homelands sont dissous. L'unité territoriale de la Namibie est consacrée. Des élections locales sont organisées en novembre pour élire les dix gouvernements locaux. Si la DTA l'emporte dans la plupart des ethnies (Héréros, Kavangos, Namas, métis…), elle obtient 41,5 % des voix blanches (48,2 % au Parti national pro-apartheid et 10 % à l'extrême-droite) alors que l'Ovamboland est privé d'élections en raison de la guerre à ses frontières et de l'insécurité dans la région. À la fin de l'année, le service militaire devient obligatoire quand sont créées les forces territoriales du Sud-Ouest Africain (SWATF) lesquelles constituent 40 % des effectifs engagés dans la guerre de frontière. Elles participent en août 1981 au raid sur la province angolaise de Cunene.
L'arrivée de Ronald Reagan et des républicains au pouvoir aux États-Unis va singulièrement modifier le rapport de force diplomatique, très défavorable à l'Afrique du Sud jusqu’ici. Après avoir accusé l'ONU de partialité dans cette affaire, l'Afrique du Sud va se trouver un allié en Chester Crocker, le sous-secrétaire d'État américain chargé de l'Afrique. Il reprend en effet une idée sud-africaine, qui avait conditionné son départ de Namibie et l'application de la résolution 435 au retrait des forces soviéto-cubaines d'Angola (théorie du lien). En faisant leur cette proposition, les États-Unis, rapidement soutenus par la majorité du groupe de contact, vont renforcer l'Afrique du Sud avec qui des contacts bilatéraux étroits s'établissent, limitant le champ de manœuvre de l'ONU.
En août 1982, la condition du retrait cubain devient une condition sine qua non pour les deux gouvernements. Peu de temps après, la SWAPO récuse le groupe de contact, suivie par la France qui, par la voix de son ministre Claude Cheysson, refuse d'avaliser la condition exigée par l'axe Pretoria-Londres-Washington.
Ces négociations directes ainsi que des dissensions internes finissent par miner la DTA de l'intérieur. Le retrait de l'alliance d'une partie importante des Ovambos du Parti national-démocrate conduit l'assemblée de l'Ovamboland à changer de majorité. La DTA ne détient plus la majorité que dans six des onze régions. Par ailleurs, le refus de l'administrateur de promulguer une loi relative aux fêtes légales namibiennes provoque la démission collective du conseil des ministres le 18 janvier 1983. L’assemblée nationale est dissoute et les pouvoirs exécutifs conférés à l'administrateur sud-africain.
En janvier 1984, l'Afrique du Sud obtient de l'Angola le retrait de son soutien à la SWAPO contre l'évacuation des troupes sud-africaines… d'Angola.
En mai 1984, en Zambie, des négociations sont pour la première fois organisées sous l'égide de Kenneth Kaunda et de l'administrateur du Sud-Ouest africain Willie van Niekerk entre la SWAPO, la SWANU, l'Afrique du Sud et dix-neuf partis namibiens. La conférence ne débouche que sur la scission de la SWANU dont l'aile radicale accuse l'aile modérée (dont le président Moses Katjiongua) d'être des « marionnettes de l'Afrique du Sud ». En rejoignant la SWAPO, ces militants de la SWANU lui apportent une hétérogénéité ethnique jusque là relativement absente.
En novembre 1984, les négociations entre la SWAPO et l'Afrique du Sud se poursuivent au Cap-Vert alors que le président angolais José Eduardo dos Santos se rallie à la proposition américano-sud-africaine de retrait multilatéral.
En juin 1985, après deux ans et demi d'administration directe, l'Afrique du Sud remet en place un gouvernement intérimaire sur proposition de la conférence multipartite (réunissant dix-neuf partis internes) . À cette époque, les townships sud-africains sont en ébullition et la position de l'Afrique du Sud est sérieusement affaiblie dans les organisations internationales. Le rand est en chute libre et l'isolement politique et diplomatique du pays rejaillit sur la Namibie.
En 1987, la conférence de /Ai-//Gams est organisée par le Conseil des Églises de Namibie. Pour la première fois, la SWAPO accepte de participer à une conférence interne et se rallie aux conclusions réclamant la concentration de toutes les forces d'opposition contre l'administration sud-africaine.

### Tournant de Cuito-Canavale (1988)
En janvier 1988, la bataille de Cuito Cuanavale en Angola va constituer l'élément déclencheur du règlement de la situation politique de la Namibie. Cette bataille, qui met aux prises 7 000 soldats sud-africains et 10 000 combattants de l'UNITA contre 20 000 soldats angolais et 5 000 soldats cubains, est la plus importante bataille engagée sur le continent africain depuis la Seconde Guerre mondiale . Elle se solde par un échec relatif de toutes les forces engagées et marque les limites de la solution militaire.
Le gouvernement sud-africain de Pieter Botha est mis sur la sellette dans les médias sud-africains et par l'opinion publique sud-africaine. Le général Magnus Malan doit se justifier auprès des familles pour la mort (officielle) de trente et un soldats dans la guerre civile d'un pays étranger ne mettant pas en péril la sécurité nationale. Pour leur part, le président et l'état-major doivent en plus justifier le coût financier astronomique des opérations militaires et l'absence de solutions proposées à court terme. Quant au gouvernement cubain, il établit un constat financier et politique similaire. Ses forces armées n'ont jamais réussi à emporter la victoire malgré un engagement massif et ont subi de très lourdes pertes dans les combats pour des résultats peu convaincants. Il s'efforce donc de son côté, nonobstant la propagande, de se retirer d'un conflit impopulaire sans trop perdre la face.
L'accélération des négociations diplomatiques a lieu durant l'année 1988. Prise de court, la SWAPO entreprend une série de consultations avec des experts étrangers avec pour objectif la mise en œuvre de la résolution 435. Dans cette optique, elle refonde totalement son programme électoral et abandonne toute référence au marxisme-léninisme. Le 20 juillet 1988, un accord en quatorze points est trouvé entre l'Afrique du Sud, l'Angola et Cuba. Parmi ces points, la mise en œuvre de la résolution 435 en contrepartie du repli du contingent cubain. Le protocole de Genève est signé le 5 août. Les 8 et 12 août, l'Afrique du Sud et la SWAPO acceptent la cessation des hostilités bilatérales et le 22 août, l'accord de paix est signé entre l'Angola et l'Afrique du Sud à Ruacana.
Le secrétaire général des Nations unies Javier Pérez de Cuéllar se rend alors aux Union Buildings pour préparer l'accord de Brazzaville qui aboutit à la signature du 22 décembre préparant le calendrier de la mise en œuvre de la résolution 435 et celui du retrait cubain d'Angola

### Mise en œuvre de la résolution 435 (1989)
Avec la mise en œuvre de la résolution 435 et le maintien de l'administration sud-africaine, le gouvernement de Pretoria réussit le tour de force de faire avaliser par l'ONU sa tutelle sur la Namibie depuis la fin théorique du mandat sud-africain en 1968. Au contraire de la Rhodésie du Sud, où les autorités gouvernementales avaient dû transmettre leur autorité au représentant du Royaume-Uni, l'ancienne puissance coloniale, en Namibie c'est l'administrateur sud-africain qui reprend au gouvernement et à l'assemblée législative du Sud-Ouest africain ses pouvoirs exécutifs, législatifs et administratifs . La conférence de la Turnhalle devient un non-événement.
En février 1989, le premier contingent de la GANUPT arrive en Namibie. Le 1er mars, le gouvernement du Sud-Ouest Africain/Namibie est dissous et ses pouvoirs transférés à Louis Pienaar, l'administrateur sud-africain. La mise en œuvre du plan des Nations unies est prévue pour le 1er avril.
Or le 1er avril plus de 1 600 combattants en arme de la SWAPO investissent le nord de la Namibie au mépris des accords passés dans le cadre des Nations unies. Cette invasion fut considérée comme la plus grave erreur de l'histoire de la SWAPO. Le représentant de l'ONU Martti Ahtisaari n'a plus d'autres choix que de demander l'aide de l'armée sud-africaine pour repousser les intrus vers l'Angola. Les plus violents combats qu'ait jamais connus la Namibie depuis le début du mandat sud-africain sont alors engagés. La SWAPO compte plus de 300 tués (contre 27 soldats sud-africains) et est désavouée par l'OUA, ses alliés — à l'exception de Robert Mugabe du Zimbabwe — et les Nations unies. Le 9 avril, un accord est signé fixant un processus de retrait sous la supervision du Groupe d'assistance des Nations unies pour la période de transition en Namibie. Si elle est un temps tentée de remettre en cause la mise en œuvre de la résolution 435, l'Afrique du Sud consent à reprendre le retrait progressif de ses troupes qui passe de 12 000 hommes en mai 1989 à 1 500 en juillet 1989. Le sort des supplétifs (les harkis namibiens) est également réglé par le transfert de 4 000 bushmen en Afrique du Sud. Les SWATF sont à leur tour démobilisés et les restes de l'armée sud-africaine cantonnés dans ses bases.
Le 2 juillet 1989, la SWAPO (qui, il faut le remarquer, n'a jamais été un parti interdit au contraire de l'ANC en Afrique du Sud) organise son premier meeting de campagne à Katutura avec les dirigeants de la SWAPO dite « de l'extérieur ». Hage Geingob présente un programme socialiste, assure que la SWAPO accepte désormais le multipartisme (la question était posée) mais n'envisage pas la moindre nationalisation .
Au bout de plusieurs semaines de campagne, la SWAPO reconnaît que son erreur du 1er avril lui a coûté de nombreuses voix dont peut bénéficier la DTA mais elle envisage encore de gagner avec plus de 66 % des voix ce qui lui permettrait alors de rédiger la future constitution. En septembre, pour couper court aux critiques, la SWAPO exprime par la voix de Theo-Ben Gurirab ses regrets aux victimes des exactions commises dans ses geôles d'Angola et de Tanzanie .
En septembre, un des premiers blancs à avoir rejoint la SWAPO (en 1984), Anton Lubowski, directeur adjoint de la campagne, est assassiné. Le meurtre n'est pas élucidé à ce jour.
Le 14 septembre, Sam Nujoma revient au pays sous les ovations de 10 000 sympathisants.

### Élections de novembre (1989)
Sous la protection des 8 000 soldats de la GANUPT, le scrutin a lieu du 7 au 11 novembre 1989. Seulement dix partis sur quarante parviennent à obtenir le visa de la commission électorale pour participer aux élections, les autres n'ayant pu recueillir les 2 000 signatures requises ou déposer la caution exigée de 10 000 rands pour participer au scrutin . La SWAPO présente une liste comprenant l'essentiel du bureau politique mais aussi quelques nouveaux venus notamment deux blancs, Fanie Botha, fils de l'ancien ministre sud-africain du travail, et un fermier germanophone, Anton von Wiertersheim. L'Action chrétienne nationale représente les conservateurs blancs alors que la DTA représente les libéraux. Le centre-gauche est représenté par le Front démocratique unifié de Justus Garoëb (roi des Damaras) alors que la SWANU se présente divisée entre la SWANU-NNF (Front national de Namibie) et celle du Front patriotique national (centre-droit) de Moses Katjiongua. Les fédéralistes se sont regroupés derrière les Basters de Rehoboth dans la Convention fédérale de Namibie alors que les Ovambos hostiles à la SWAPO se divisent en trois formations, l'Action chrétienne-démocrate (CDA), la SWAPO-démocrate (d'Andreas Shipanga) et le Parti national-démocrate de Namibie (NNDP) ..
En dépit de la déclaration maladroite de Toivo ya Toivo (« ce n'est qu'au résultat de la SWAPO que l'on pourra juger si les élections ont été justes et équitables »), la validité du scrutin n'est remise en cause par personne.
Le taux de participation est 95 % (le corps électoral comprend 701 483 inscrits).
Le 13 novembre, les résultats sont proclamés , , : 
- La SWAPO est largement en tête avec 57,33 % des voix (41 députés) mais loin des deux tiers des suffrages attendus. Elle réalise ses meilleurs scores dans l'Ovamboland (92,2 %), dans les districts miniers (53,5 % à Tsumeb, 64 % à Lüderitz), à Swakopmund (58,5 %) et dans le Kavangoland (51,7 %). L'analyse de ces résultats confirme la fracture ethnique car seule la présence de fortes communautés ovambos permettent à la SWAPO de gagner la majorité absolue dans 5 des 23 districts du pays dont les plus peuplés, ceux de l'Ovamboland et du Kavangoland et d'arriver en tête dans 3 autres.
- La DTA arrive en deuxième position avec près de 28 % des suffrages (et 21 députés dont Dirck Mudge) avec la majorité absolue dans huit districts et relative dans six autres. Elle bénéficie de l'appui massif des Héréros (66,4 % dans le Hereroland et 65,7 % dans le Kaokaland) et recueille la majorité des voix chez les Namas (57,9 % à Bethanie), chez les Mafwe (53 % dans la bande de Caprivi) et même chez les basters (45,2 % à Rehoboth). Elle arrive seconde dans l'électorat blanc (28,55 %).
- Le Front démocratique unifié obtient 5,65 % et 4 députés.
- L'Action chrétienne nationale réunit 3,54 % des voix et 3 députés. Avec plus de la moitié des voix de l'électorat blanc, elle obtient ses meilleurs scores dans les 6 districts où la population européenne représentait plus du double de la moyenne nationale (25 % des voix à Karasburg).
- La SWANU-NPF surpasse sa rivale avec 1,59 % (1 député).
- La Convention fédérale suit avec 1,56 % des voix (1 député).
- La SWANU-NNF est la dernière de ses formations à obtenir un élu avec 0,80 % des voix.

### Mise en place de la nouvelle constitution (1989)
Le 21 novembre 1989, l'assemblée constituante se réunit pour la première fois. La SWAPO qui souhaite la mise en place d'une assemblée monocamérale et un pouvoir exécutif fort fait des concessions. Selon les mots du secrétaire général du parti, Moses Garoëb, elle consent à constitutionnaliser le multipartisme « pour le meilleur et pour le pire ».
Dès janvier 1990, la rédaction de la constitution est près d'être terminée. Sam Nujoma constitue alors un cabinet fantôme pendant qu'est examiné le projet constitutionnel par trois juristes sud-africains . Nujoma nomme comme Premier ministre un membre de l'ethnie damara, Hage Geingob et seize ministres dont Hifikepunye Pohamba à l'intérieur, Theo-Ben Gurirab aux Affaires étrangères et l'économiste germanophone Otto Herrigel aux finances,.
À la fin du mois, la constitution est rendue publique. Précédée d'une longue charte des libertés fondamentales, elle institue un régime de type semi-présidentiel, un subtil compromis entre les tendances autoritaires de la SWAPO et celles plus libérales de la DTA. Discutée et amendée pendant quatre jours, l'assemblée constituante vote le 9 février à l'unanimité de ses membres la nouvelle constitution namibienne .
Le 16 février, l'assemblée constituante devient assemblée nationale et élit Sam Nujoma à la présidence de la République.
La transition entre l'administration sud-africaine et la nouvelle administration namibienne peut commencer. Elle se termine le 20 mars 1990, date de l'entrée solennelle de la république de Namibie dans la communauté internationale. Walvis Bay et les îles Penguin restèrent sous contrôle sud-africain jusqu'en 1994.

## La Namibie indépendante

Le drapeau namibien.

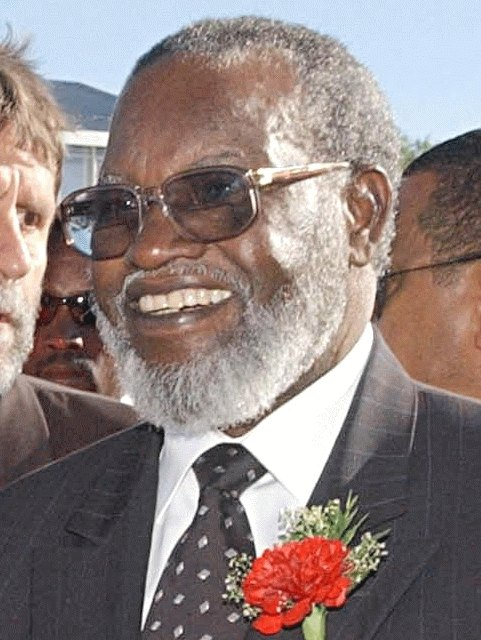
Sam Nujoma (1929-)

### Présidences Sam Nujoma (1990-2005)
La cérémonie solennelle a lieu en présence de 25 000 personnes dans le grand stade de Windhoek. Sont présents le président sud-africain Frederik de Klerk, Nelson Mandela libéré depuis février 1990, le chef de l'OLP Yasser Arafat, le président égyptien Hosni Moubarak. Les États-Unis et l'Union soviétique sont représentés par leur ministre des affaires étrangères, James Baker et Edouard Chevardnadze. Le drapeau sud-africain est amené, marquant la fin de l'administration du gouvernement de Pretoria, avant que Sam Nujoma prête serment devant le secrétaire général de l'ONU. Pendant deux jours, de multiples défilés ont lieu dans les rues des villes mais les plus importants sont concentrés sur la Kaiser Strasse de Windhoek, bientôt rebaptisée avenue de l'indépendance.
Le nouvel État namibien, le 160e membre des Nations unies, hérite de nombreux atouts dont celui de figurer immédiatement dans le peloton des cinq pays les plus riches d'Afrique (quant au PIB) avec l'Afrique du Sud, la Libye, le Gabon et le Botswana. Disposant d'un réseau routier moderne (au sud du parc d'Etosha), elle est totalement dépendante de la République sud-africaine (son principal fournisseur et son principal client à plus de 90 %) laquelle a néanmoins gardé le contrôle du port de Walvis Bay (elle ne le rendra qu'en 1994 après de longues négociations) et avec qui elle partage une union monétaire et douanière.
Par ailleurs, 4 664 propriétaires blancs exploitent 36 millions d'hectares alors que près d'un million de personnes (noires) survivent sur 34 millions d'hectares de terres communales . Les doutes sur la loyauté des milliers de fonctionnaires blancs restés en place vis-à-vis du nouvel État augmentent les tensions. Le retour en Namibie de plusieurs milliers d'exilés d'Allemagne de l'Est, dont certains n'avaient jamais vécu dans leur pays d'« origine », est vécu difficilement par ces derniers qui sont affublés du surnom d'« Allemands de l'Est de Namibie ». [réf. souhaitée]

Carte administrative de la Namibie depuis 2013.

L'aide étrangère attendue n'est pas non plus toujours au rendez-vous et le pays est placé sous surveillance économique [Par qui ?] [réf. souhaitée]. En fait, bien que les vertus de l'économie mixte soient le discours officiel, c'est bien l'économie de marché capitaliste qui est finalement appliquée. [réf. souhaitée]
Si, par nécessité, les relations sont bonnes avec l'Afrique du Sud, elles se détériorent avec l'Angola et la Zambie alors que la SWAPO tourne le dos au système collectiviste. Le pragmatisme prévaut et l'apprentissage réussi de la démocratie marque les premières années du gouvernement de la SWAPO. Le mérite en revient d'abord au premier ministre modéré Hage Geingob, mais aussi à Sam Nujoma qui en dépit de discours plus radicaux tranche toujours les débats en faveur de son premier ministre. Ainsi quand, soutenu par Hifikepunye Pohamba, Moses Garoëb estime dès avril 1990 que « la réconciliation nationale est allée trop loin » et dénonce le statu quo, Nujoma n'hésite pas à renouveler publiquement sa confiance en Geingob et en Theo-Ben Gurirab.
En 1992, les 31 anciens districts conçus par le rapport Odendaal sont redécoupés et laissent la place à 13 régions divisées en 95 circonscriptions et 53 localités. L'Ovamboland est ainsi divisé en quatre régions (Omusati, Ohangwena, Oshana, Oshikoto). En 2013, le pays est divisé en 14 régions. Les premières élections régionales et municipales post-indépendance ont lieu du 20 novembre au 3 décembre 1992 et indiquent un renforcement massif de la SWAPO (68,9 %), au détriment des petites formations, sur l'ensemble du pays, contre 28,6 % à la DTA. [réf. souhaitée] La SWAPO prend le contrôle de 9 régions, de 70 circonscriptions et de 31 villes dont Swakopmund, Grootfontein, Tsumeb, Lüderitz, Okahandja et Otjiwarongo. À Windhoek, le maire sortant Abraham Bernard May laisse la place à Matheus Shikongo (SWAPO).
En 1993, les premiers dollars namibiens sont mis en circulation mais l'unité monétaire reste le rand sud-africain dont les billets continuent à avoir cours légal dans le pays[réf. souhaitée].
Le 6 septembre 1994, la première réforme agraire du pays entre en vigueur. Limitée aux terres commerciales, le texte prévoit l'emploi de moyens coercitifs par le biais de l'expropriation et le rachat forcé des terres — au prix du marché cependant. [réf. souhaitée] Dans les faits, les terres exploitées par les blancs étant sources de richesses et de devises importantes, la réforme n'est appliquée que timidement (en 2005 à peine 1 % de ces terres ont été reprises par des noirs) car le gouvernement refuse qu'elles soient livrées à une agriculture de subsistance peu productive de type communal. La question du partage de la terre (4 000 fermiers blancs possèdent 44 % des terres agricoles) suscite des tensions, moins graves toutefois qu'au Zimbabwe. La formule consistant pour le gouvernement à racheter les terres pour les redistribuer à la population noire s'avère longue et coûteuse. [réf. souhaitée]
Les élections générales de 1999 et novembre 2004 sont remportées par la SWAPO, qui renforce son emprise à chaque échéance électorale.
En 2001, la crise de la réforme agraire se poursuit, en dépit d'un nouvel impôt foncier. Le président Samuel Nujoma s'en prend aussi aux homosexuels, accusés d'être les responsables de la propagation du sida qui ravage le pays.
En politique étrangère, les forces de sécurité namibiennes participent en Angola à la lutte contre l'UNITA. Au côté de l'armée du Zimbabwe, l'armée namibienne est impliquée militairement au Congo-Kinshasa en faveur du régime de Laurent-Désiré Kabila puis de son fils Joseph.
En 2004, Sam Nujoma renonce à modifier la constitution une nouvelle fois pour obtenir un nouveau mandat. Les élections des 15 et 16 novembre sont sans surprise avec la victoire écrasante de la SWAPO qui remporte 55 des 72 sièges du parlement. [réf. souhaitée]

### Présidences Hifikepunye Pohamba (2005-2015)
Le ministre des terres, Hifikepunye Pohamba (1935-), est imposé par Nujoma pour lui succéder à la présidence de la république en mars 2005. Nujoma reste toutefois à la présidence de la SWAPO jusqu'en 2007, date à laquelle Hifikepunye Pohamba lui succède à la présidence du parti. Hifikepunye Pohamba est réélu avec plus de 75 % des suffrages lors des élections [Lesquelles ?] de novembre 2009. [réf. souhaitée]
En 2014 a lieu l'Élection présidentielle namibienne de 2014, Elle est remportée par le candidat de l'Organisation du peuple du Sud-Ouest africain (SWAPO), Hage Geingob (1941-), avec 86,73 % des suffrages.

### Présidences Hage Geingob (2015-2024) et Nangolo Mbumba (2024-2025)
En 2019 a lieu L'élection présidentielle namibienne de 2019, en même temps que les élections législatives. Le président sortant Hage Geingob (1941-2024), de l'Organisation du peuple du Sud-Ouest africain (abrégée en SWAPO) est réélu avec un score, en baisse, de 56 % des suffrages. La SWAPO est au pouvoir depuis 1990. La participation au scrutin présidentiel a été de 60 %. Les autres candidats ont été Panduleni Itula, candidat dissident de la SWAPO qui obtient 30 % des suffrages. Il est en tête dans la capitale du pays. Le chef de l’opposition, McHenry Venaani, ne récolte que 5,4 %. La proximité passée de son parti, le Mouvement démocratique populaire (PDM) (ex-Alliance démocratique de la Turnhalle), avec le régime de l'apartheid en Afrique du Sud, continue à être un repoussoir pour une grande part de l’électorat. Un nouveau parti d’opposition émerge, le Mouvement des sans-terre (LPM) de Bernadus Swartbooi : Bernadus Swartbooi réunit 2,8 % des suffarges exprimés.
La SWAPO est critiquée pour des scandales de corruption et ses résultats politiques sont affectés aussi par la situation économique et l'importance du chômage. Le secteur minier reste important. Mais la chute des cours des matières premières  a réduit les recettes. Par ailleurs, une sécheresse persistante depuis plusieurs saisons a contribué aussi à faire reculer le produit intérieur brut (PIB) deux ans de suite, en 2017 et en 2018. « Les moyens de subsistance d’une majorité de Namibiens sont menacés, notamment ceux qui dépendent des activités de l’agriculture », n'a pu que déplorer la première ministre Saara Kuugongelwa-Amadhila. Le chômage touche un tiers de la population.
Le 21 mars 2020, la Namibie célèbre son trentième anniversaire d'indépendance.
En mai 2021 l’Allemagne et la Namibie parviennent à se mettre d’accord sur un document qui établit les responsabilités de l'Allemagne ex-puissance coloniale durant le Génocide des Héréros et des Namas.
Le 4 février 2024, Nangolo Mbumba, vice-président, devient président de la République à la suite de la mort d'Hage Geingob. Il assume pleinement cette fonction présidentielle pour la durée restante du mandat de son prédecésseur (21 mars 2025), en accord avec l'article 34 de la constitution, et ne souhaite pas se présenter à l’élection présidentielle de 2024. Netumbo Nandi-Ndaitwah, vice-présidente et candidate désignée par la SWAPO, figure de la lutte pour l'indépendance du pays, emporte cette élection présidentielle. Le leader du principal parti d’opposition ne reconnaî pas les résultats de l'élection. La nouvelle présidente entre en fonction le 21 mars 2025.

### Galerie de dirigeants récents
Présidence

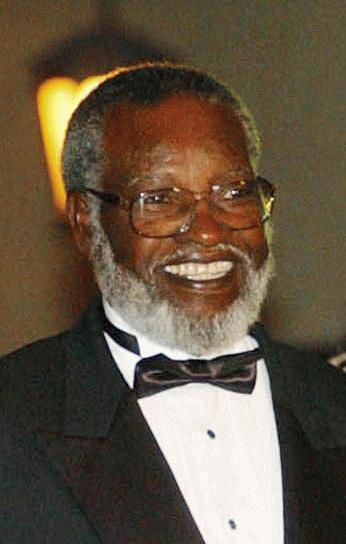
Sam Nujoma (1990-2005)
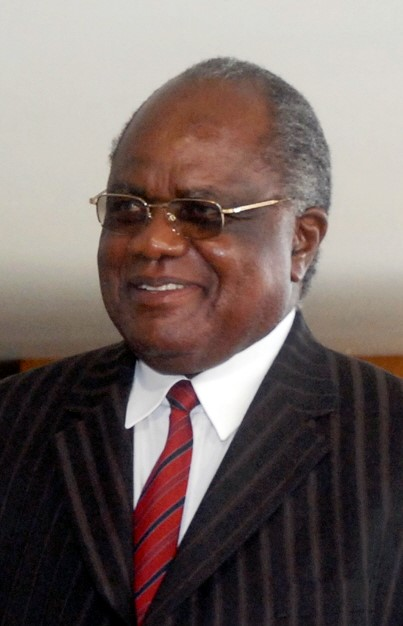
Hifikepunye Pohamba (2005-2015)
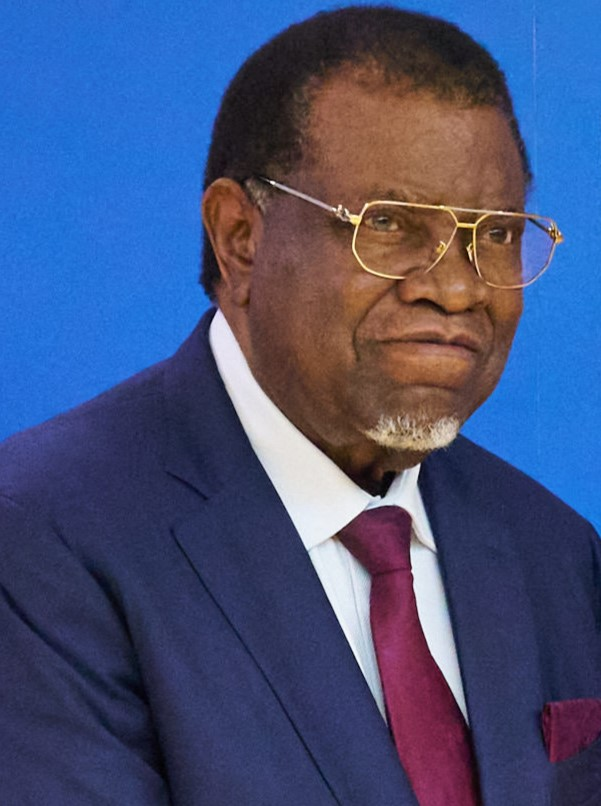
Hage Geingob (2015-2024)
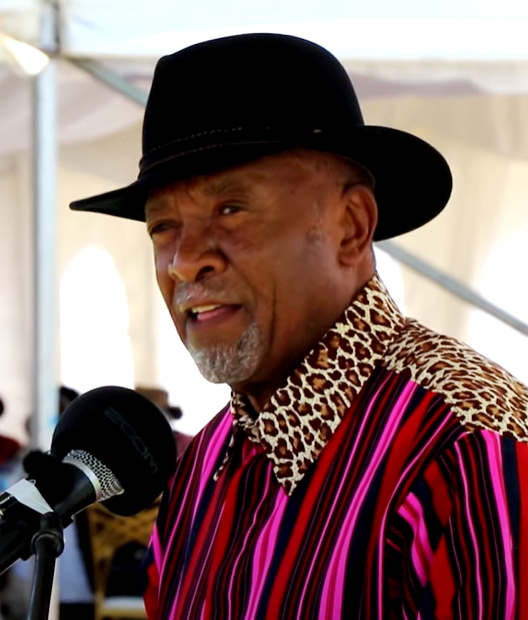
Nangolo Mbumba (2024-2025)
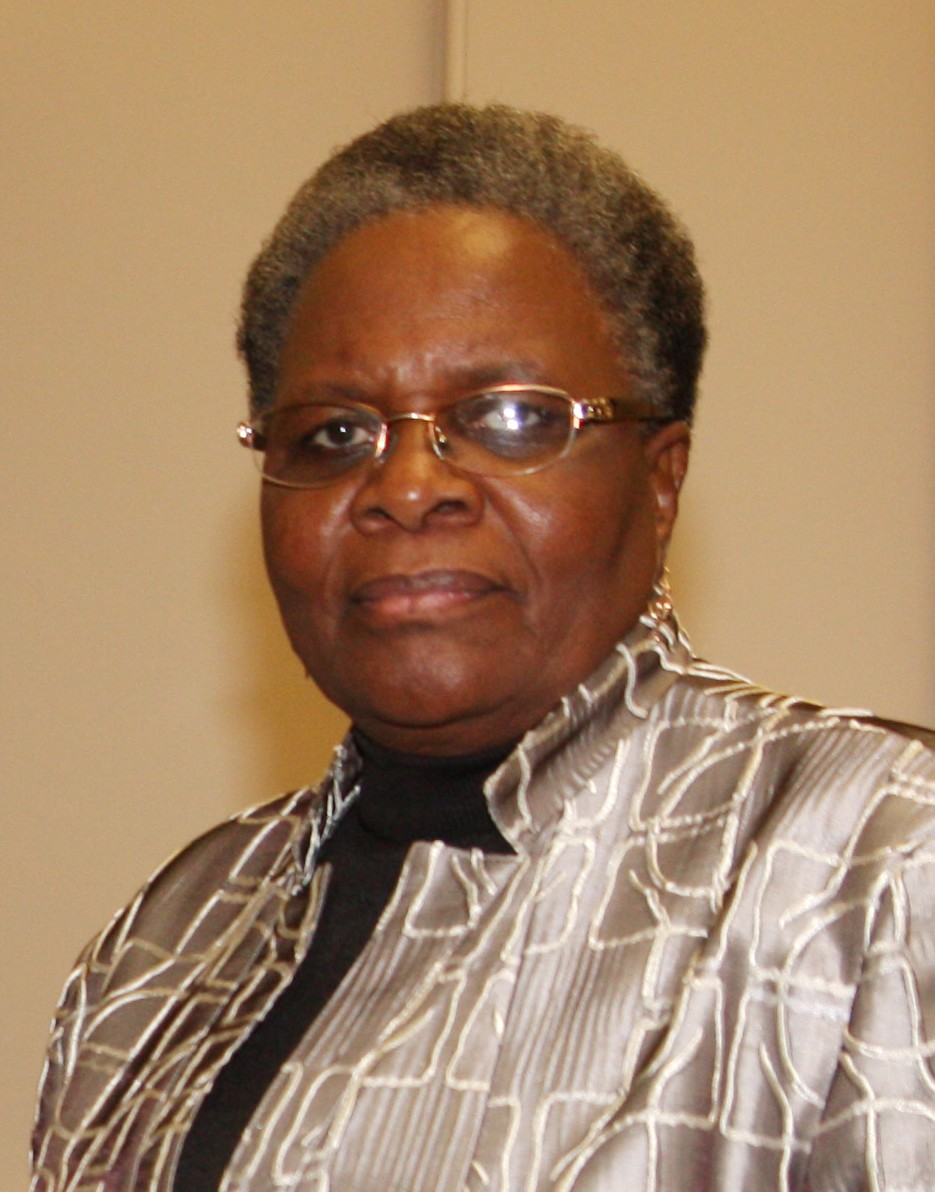
Netumbo Nandi-Ndaitwah (depuis 2025)

#### 1880
- Colonisation allemande de l'Afrique (en)
- Sud-Ouest africain allemand (1884-1915), Histoire du Sud-Ouest africain allemand
- République Upingtonie (de) (1885-1887, en Otjozondjupa et Omaheke)
- South West Africa Company (en) (1892)
- Rébellion Khaua-Mbandjeru (en) (1896-1903)
- Bataille de Waterberg (1904), Génocide des Héréros et des Namas (1904), Camp de concentration de Shark Island (1904-1908)
- Autochtones : Hendrik Witbooi (1825c-1905), Samuel Maharero (1856-1923)
- Allemands : Lothar von Trotha (1848-1920), Theodor Leutwein (1849-1921), Curt von François (1852-1931)
- Rébellion Maritz (1914), Campagne d'Afrique du Sud-Ouest (1914-1915)
- Révolte des Bondelswarts (1917-1922)

#### 1920
- Sud-Ouest africain (1920-1990), Liste des administrateurs et gouverneurs du Sud-Ouest africain (1884-1990)
- Fox Odendaal (1898-1966)
- Apartheid
- Organisation du peuple du Sud-Ouest africain (South-West African People's Organisation, SWAPO, 1960)
- Union nationale du Sud-Ouest africain (SWANU, 1959)
  - Sam Nujoma (1929-),Clemens Kapuuo (1923-1978)
- Germano-Namibiens (Namibiens allemands), Deutscher Bund für Südwestafrika (de) (1924)
- Basters (de Rehoboth), métis néerlandais-africains, Oorlams, Jonker Afrikaner (1785-1861)
- Bantoustans : Hereroland (1970-1989), Caprivi oriental (1976-1989), puis Bushmanland, Damaraland, Kaokoland, Namaland, Tswanaland, Rehoboth (bantoustan) (1980-1989)
- Conférence de la Turnhalle (1975-1977), Mouvement démocratique populaire (Namibie) (Alliance démocratique de la Turnhalle, 1977)
- Groupe d'assistance des Nations unies pour la période de transition en Namibie (1989-1990)
- Guerre de la frontière sud-africaine (1966-1988)
- Guerre civile angolaise (1975-2002)

#### 1990
- Constitution de la Namibie, Politique en Namibie, Assemblée nationale (Namibie)
- Président de la république de Namibie, Vice-président de la république de Namibie, Premier ministre de Namibie
- Force de défense namibienne
- Conflit de Caprivi (1994-1999)
- Relations entre l'Allemagne et la Namibie